# Aruba

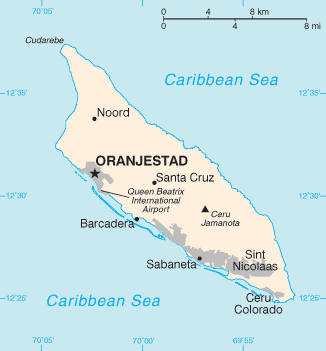
Mapa de Aruba.

Aruba (en neerlandés: Land Aruba, pronunciado /aːˈrubaː/ⓘ; en papiamento, Pais Aruba) es un país constituyente del Reino de los Países Bajos —junto a Curazao, San Martín y los Países Bajos—, ubicado en la región septentrional de América del Sur. Se establece en la isla homónima del grupo de Sotavento, perteneciente a las Antillas Menores. El territorio se sitúa a 25 km al norte de la península de Paraguaná, al noroeste de Venezuela, al sur del mar Caribe, al este del archipiélago de Los Monjes y la península de la Guajira y al oeste de otro país autónomo neerlandés, Curazao.
Formó parte de las Antillas Neerlandesas hasta 1986 y actualmente no forma parte de la Unión Europea (a semejanza de otros territorios de soberanía europea que comparten este estatus, como Groenlandia (Dinamarca) y Polinesia Francesa (Francia), y a diferencia de otros territorios exteriores a Europa, de soberanía de países de la Unión Europea, que sí son parte integrante de esta, como la Guayana Francesa en Sudamérica). A pesar de ello, todos los ciudadanos de Aruba poseen pasaporte neerlandés, y por ende los arubanos gozan de los mismos derechos que los ciudadanos de la Unión Europea.

## Etimología
Su nombre es probablemente de origen arahuaco con el significado de: "La isla de la concha" de Ora, "concha" y Ubao "la isla" o bien de Oruba "bien situada". En un mapa de 1562 aparece como Orua.
Una etimología popular atribuye su nombre al explorador Alonso de Ojeda en 1499, quien la llamó Oro hubo, al no encontrar yacimientos auríferos en ella. Irónicamente siglos después se halló oro en Aruba.

## Historia

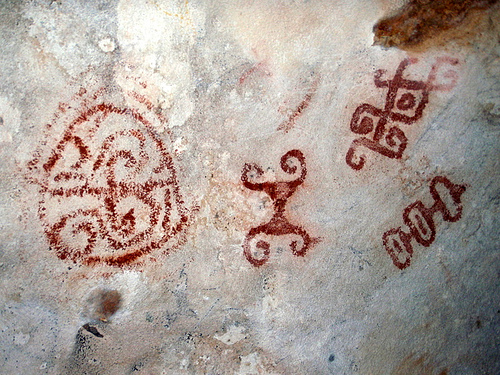
Pinturas amerindias en la cueva Fountein en Aruba

### Periodo Precolonial
La presencia humana en Aruba se remonta al año 2000 a. C. El primer grupo identificable son los amerindios arahuacos del Caquetío, que emigraron desde América del Sur (Venezuela) hacia el año 1000 d. C. Las pruebas arqueológicas sugieren que siguen existiendo vínculos entre estos nativos de Aruba y los pueblos amerindios de Sudamérica continental.

### Colonización Española
España colonizó Aruba desde 1499 por un período aproximado de un siglo. Asimismo, una de las referencias más antiguas sobre el nombre de la isla, se encuentra en el archivo del Registro Público Principal de la ciudad de Caracas (Venezuela). Una Cédula real decretada en noviembre de 1525, otorga a Juan Martín de Ampíes, factor de La Española y fundador de Coro, el derecho a repoblar las islas de Aruba, Islas de los Gigantes y Bonaire. En 1588 se publican en Madrid las Elegías de varones ilustres de Indias, de Juan de Castellanos, poeta, cronista y sacerdote español, que menciona a Juan Martín de Ampíes y las tres Islas.
Un documento fechado el 9 de diciembre de 1595 especifica que Francisco Montesinos, cura y vicario de "las Islas de Curazao, Aruba y Bonaire" le confería un poder a Pedro Gutiérrez de Lugo, estante en Caracas, para que cobrara de las Reales Cajas de Felipe II, el salario que le correspondía por su oficio de cura y vicario de las islas.

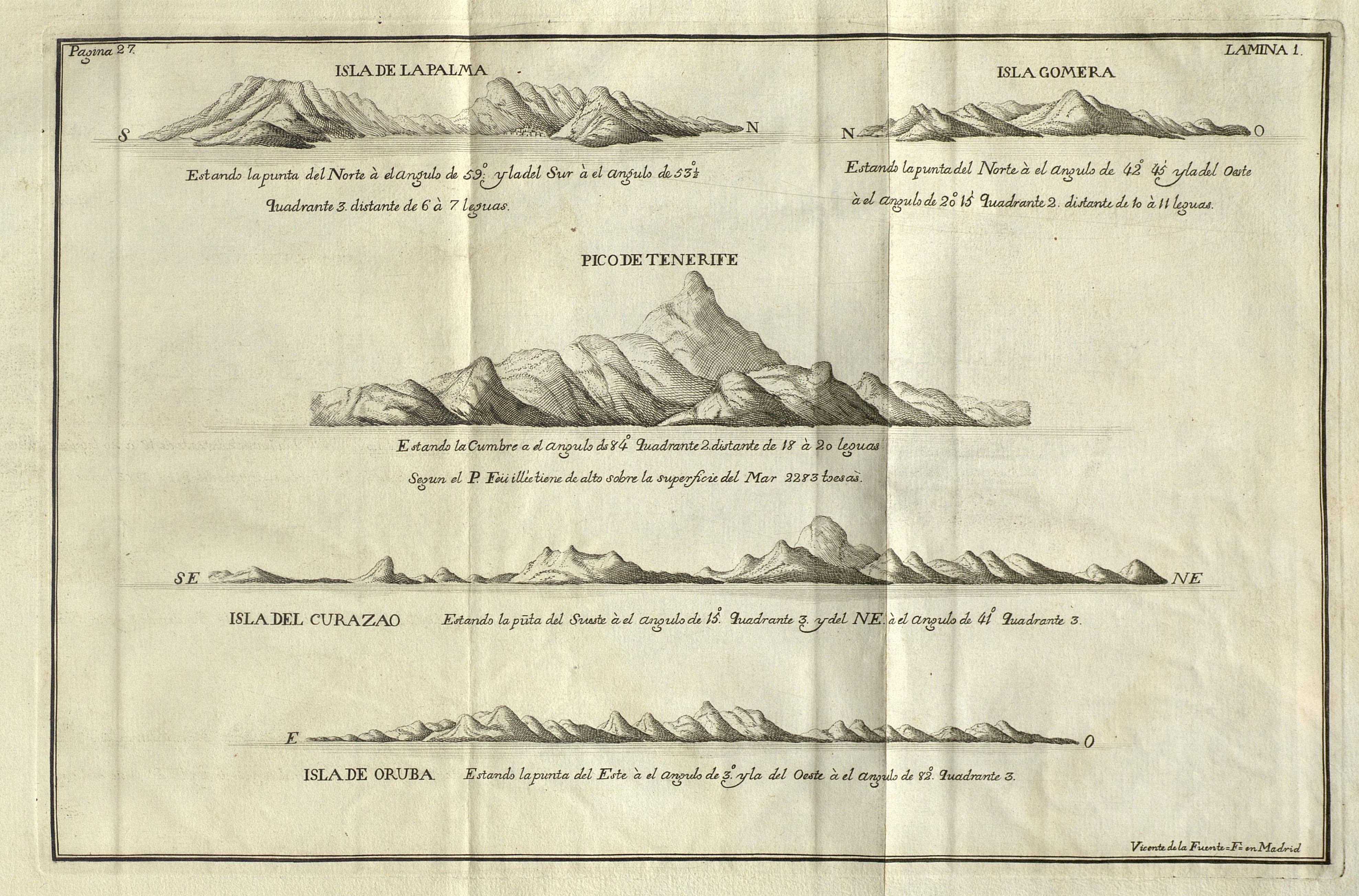
Representación de las Islas de Aruba (Oruba) y Curazao en un mapa español de 1748

En 1513 Ampies declaró a Aruba, Curazao y Bonaire ''Islas inútiles'' (refiriéndose a ellas como Aruba, Coracao y Buynaré). para poder sacar de ellas indígenas a la Colonia de Santo Domingo. trasladando hasta 2000 personas que vivían en esos territorios y a cargo de esa operación fue encargado el Capitán Diego Salazar.
Alonso de Ojeda fue nombrado primer gobernador español de la isla en 1508. A partir de 1513, los españoles empezaron a esclavizar a los caquetíos, enviando a muchos a una vida de trabajos forzados en las minas de La Española. La escasa pluviosidad y el árido paisaje de la isla hicieron que no se considerara rentable un sistema de plantación basado en la esclavitud, por lo que el tipo de esclavitud a gran escala tan común en otras islas del Caribe nunca llegó a establecerse en Aruba. En 1678, en la obra de Exquemelin se constata que los indios en Aruba hablan español y que una vez al año viene un padre de Coro.

### Colonización Neerlandesa
La isla de Aruba fue conquistada por los Países Bajos, por la Compañía Neerlandesa de las Indias Occidentales, en 1636; y mantuvo su control durante casi dos siglos. En 1805, durante las guerras napoleónicas, los británicos mantuvieron brevemente el control de la isla hasta 1816.
En 1927 se establece en el área de "Druif", muy cerca del puerto de Oranjestad, el APM ("Eagle Refinery Company") una filial de la compañía petrolera Shell, que importa el petróleo de Venezuela.

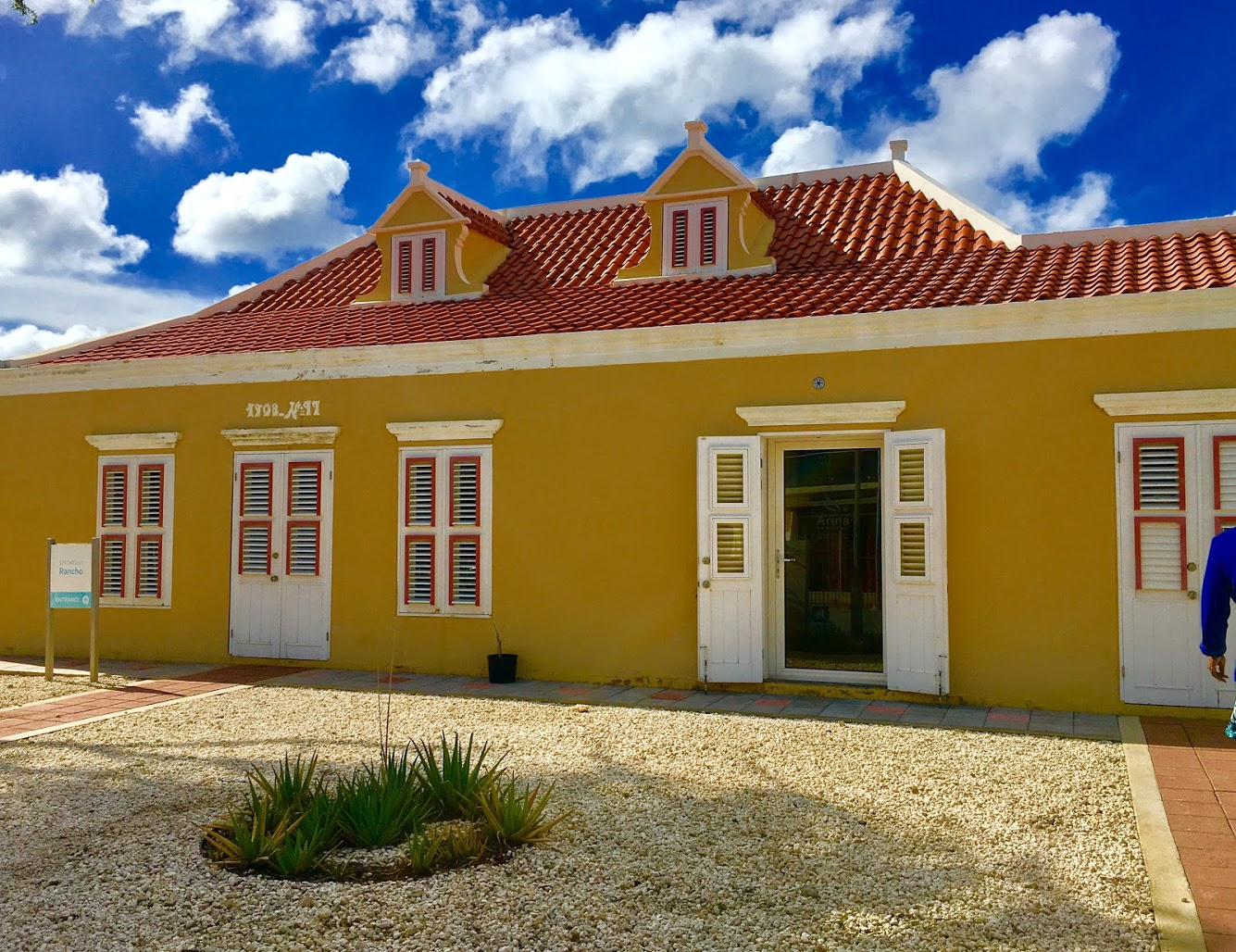
La Casa Amarilla construida alrededor de 1860

La primera refinería de petróleo de Aruba fue construida en 1928 por Royal Dutch Shell. La instalación se construyó justo al oeste de la capital, Oranjestad, y se llamaba comúnmente el Águila. Inmediatamente después se construyó otra refinería por parte de la empresa Lago Oil and Transport Company, en una zona que ahora se conoce como San Nicolás, en el extremo oriental de Aruba. Las refinerías procesaban el crudo de los vastos yacimientos petrolíferos venezolanos, trayendo mayor prosperidad a la isla. La refinería de Aruba creció hasta convertirse en una de las mayores del mundo.

### Segunda Guerra Mundial
Durante la Segunda Guerra Mundial, los puertos de Aruba fueron importantes para el abastecimiento de combustible de las fuerzas aliadas que operaban en Europa. Lo que expuso esos dos puertos al asedio de submarinos de la Alemania nazi.
Para el Reino de los Países Bajos, la Segunda Guerra Mundial comenzó con la invasión de los Países Bajos por parte de Alemania el 10 de mayo de 1940. Debido a la refinería de petróleo de Lago, en San Nicolás, Aruba se consideró estratégicamente importante para el esfuerzo bélico de los aliados y esa misma noche llegaron a Aruba 180 marines franceses para ayudar al ejército local.
El 6 de julio fueron sustituidos por 120 soldados británicos que a su vez fueron reemplazados por el 4.º Batallón Queens Own Cameron Highlanders en septiembre. En diciembre también se envió a Aruba una unidad de artillería del ejército de las Indias Orientales Neerlandesas (KNIL) para mejorar las defensas. También en diciembre el servicio militar pasó a ser obligatorio y la VKA creció en tamaño. Todos los soldados fueron alojados cerca de la refinería de petróleo de Savaneta, la actual ubicación del cuartel de los marines. A principios de 1942, las tropas británicas fueron sustituidas por más de mil soldados estadounidenses. Las baterías costeras holandesas de Aruba y Curazao se enfrentaron a los submarinos al menos tres veces durante la Segunda Guerra Mundial, durante el ataque a Aruba en febrero de 1942 y de nuevo durante el bombardeo de Curazao. Más tarde, una batería holandesa de Curaçao se enfrentó a otro submarino cuando éste atacó un petrolero que navegaba frente a la isla. Ninguna de las baterías alcanzó sus objetivos.

### Referéndum de Independencia
En agosto de 1947, Aruba formuló su primer Staatsreglement (constitución) para el estatus de Aruba aparte como estado autónomo dentro del Reino de los Países Bajos, impulsado por los esfuerzos de Henny Eman, un destacado político arubano. En 1954, se estableció la Carta del Reino de los Países Bajos, que proporcionaba un marco para las relaciones entre Aruba y el resto del Reino, lo que creó las Antillas Neerlandesas, que unían todas las colonias holandesas del Caribe en una sola estructura administrativa. Sin embargo, muchos arubanos no estaban contentos con el acuerdo, ya que se percibía que la nueva política estaba dominada por Curaçao.

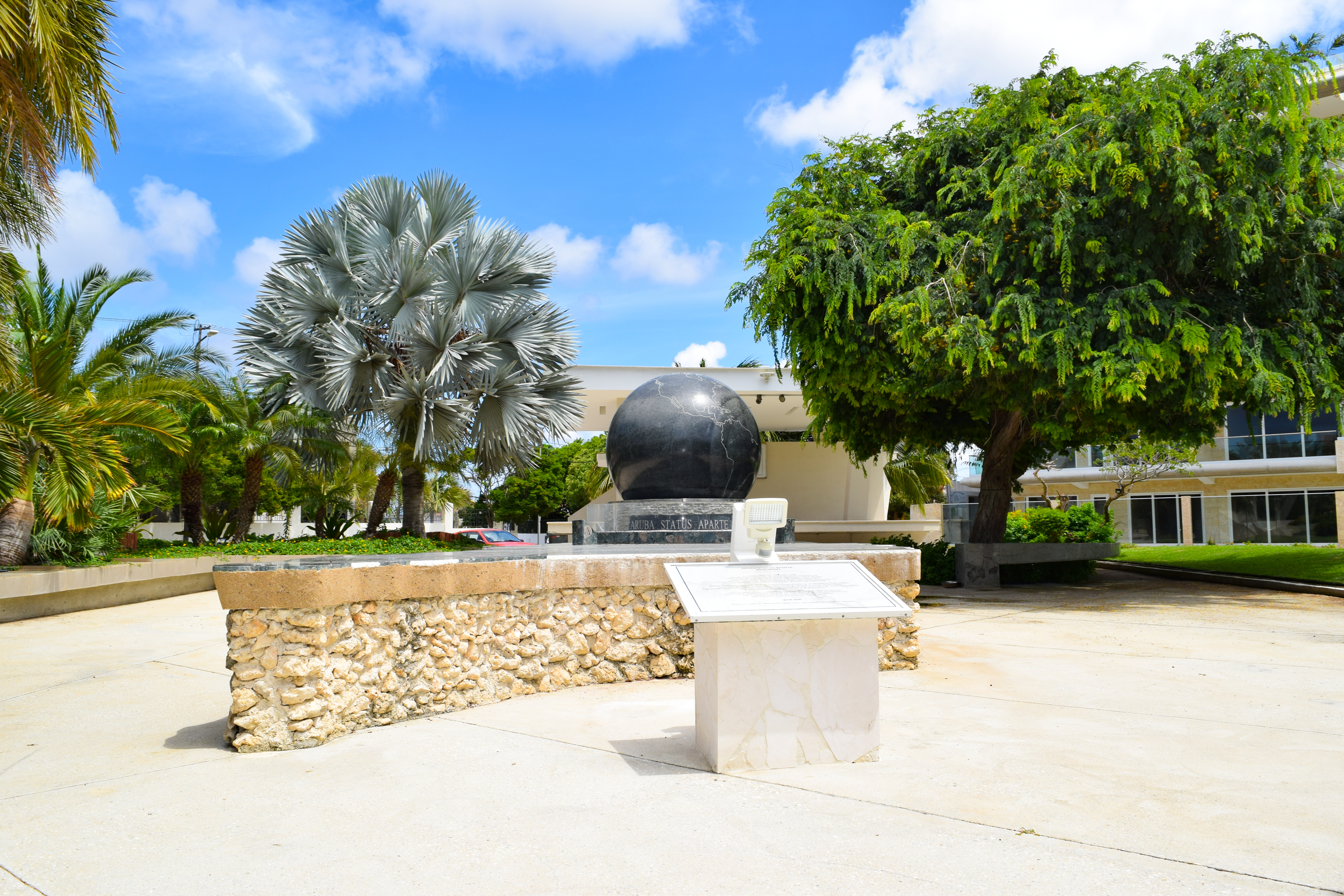
Monumento del Estatus Aparte de Aruba conmemora la Autonomía de la isla conseguida en 1986

En 1972, en una conferencia en Surinam, Betico Croes, un político de Aruba, propuso la creación de una Mancomunidad Holandesa de cuatro estados: Aruba, los Países Bajos, Surinam y las Antillas Neerlandesas, cada uno con su propia nacionalidad. Apoyado por su recién creado partido, el Movimiento Electoral del Pueblo, Croes buscó una mayor autonomía para Aruba, con el objetivo a largo plazo de la independencia, adoptando los rasgos de un estado independiente en 1976 con la creación de una bandera y un himno nacional. En marzo de 1977, se celebró un referéndum con el apoyo de las Naciones Unidas. El 82% de los participantes votó a favor de la independencia total de Holanda. El gobierno neerlandés declaró el referéndum ilegal. Las tensiones aumentaron cuando Croes intensificó la presión sobre el gobierno holandés organizando una huelga general en 1977. Croes se reunió posteriormente con el primer ministro holandés Joop den Uyl, y ambas partes acordaron encargar al Instituto de Estudios Sociales de La Haya la elaboración de un estudio para la independencia, titulado Aruba en Onafhankelijkheid, achtergronden, modaliteiten, en mogelijkheden; een rapport in eerste aanleg (Aruba y la independencia, antecedentes, modalidades y oportunidades; un informe preliminar) (1978).

### Autonomía
En marzo de 1983, Aruba llegó a un acuerdo oficial dentro del Reino para su futura independencia, que se desarrollaría en una serie de pasos a medida que la Corona concediera una autonomía creciente. En agosto de 1985, Aruba redactó una constitución que fue aprobada por unanimidad. El 1 de enero de 1986, tras la celebración de las elecciones para su primer parlamento, Aruba se separó de las Antillas Neerlandesas, convirtiéndose oficialmente en un país del Reino de los Países Bajos, con una independencia total prevista para 1996. Sin embargo, Croes resultó gravemente herido en un accidente de tráfico en 1985, entrando en coma. Murió en 1986, sin llegar a ver la promulgación del estatus aparte para Aruba por el que había trabajado durante muchos años.
Tras su muerte, Croes fue proclamado Libertador de Aruba (en papiamento: Libertador di Aruba). El sucesor de Croes, Henny Eman, del Partido Popular de Aruba (AVP), se convirtió en el primer primer ministro de Aruba. En 1985, la refinería de petróleo de Aruba había cerrado. Esta refinería había proporcionado a Aruba el 30% de sus ingresos reales y el 50% de los ingresos del gobierno. El importante golpe a la economía condujo a un impulso para un aumento dramático del turismo, y ese sector se ha expandido hasta convertirse en la mayor industria de la isla.
Aunque no es un estado independiente maneja la mayoría de sus asuntos con excepción de algunas materias especiales como la Defensa y las Relaciones Exteriores. Se suponía que la autonomía llevaría finalmente a una independencia total como en el Caso de Surinam, pero los diversos gobiernos de Aruba han pospuesto el asunto manteniendo la relación con los Países Bajos.

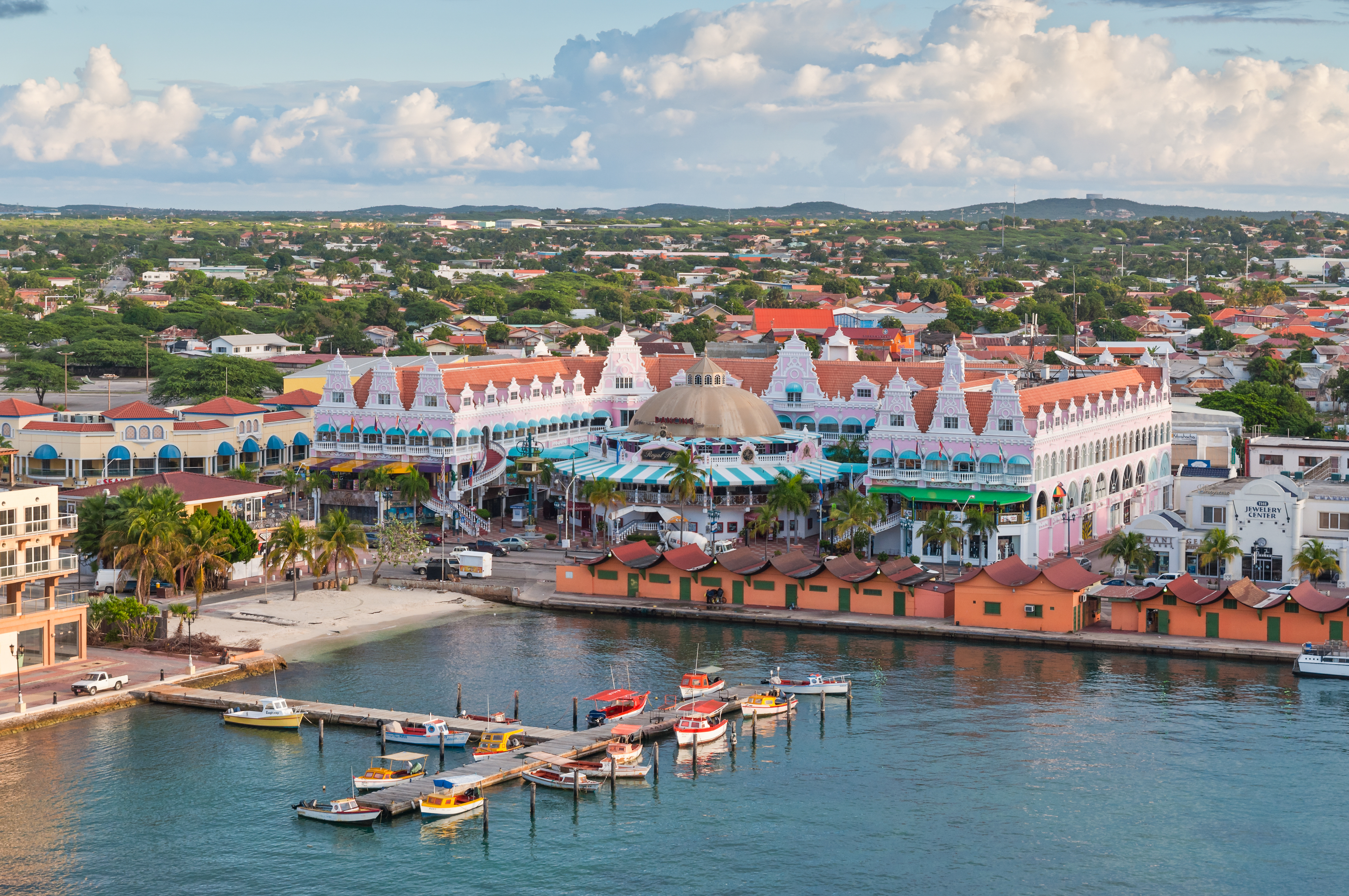
Oranjestad, capital de Aruba.

## Gobierno y política
Aruba es parte del Reino de los Países Bajos, pero mantiene amplio control sobre sus asuntos excepto cuestiones relacionadas con la defensa nacional, ciudadanía, relaciones exteriores y extradición. Aruba posee sus propias leyes, constitución, gobierno y moneda oficial.
El poder judicial reside en la Corte Suprema de Justicia de Aruba, cuyos jueces son designados por el monarca neerlandés. La Constitución de Aruba data de 1986.

### Poder ejecutivo
El jefe de Estado es el actual monarca de los Países Bajos, que es representado en Aruba por el gobernador de Aruba, elegido para un período de seis años. El jefe de Gobierno es el primer ministro de Aruba quien forma, junto con el Consejo de Ministros, el poder ejecutivo del gobierno.

### Poder legislativo

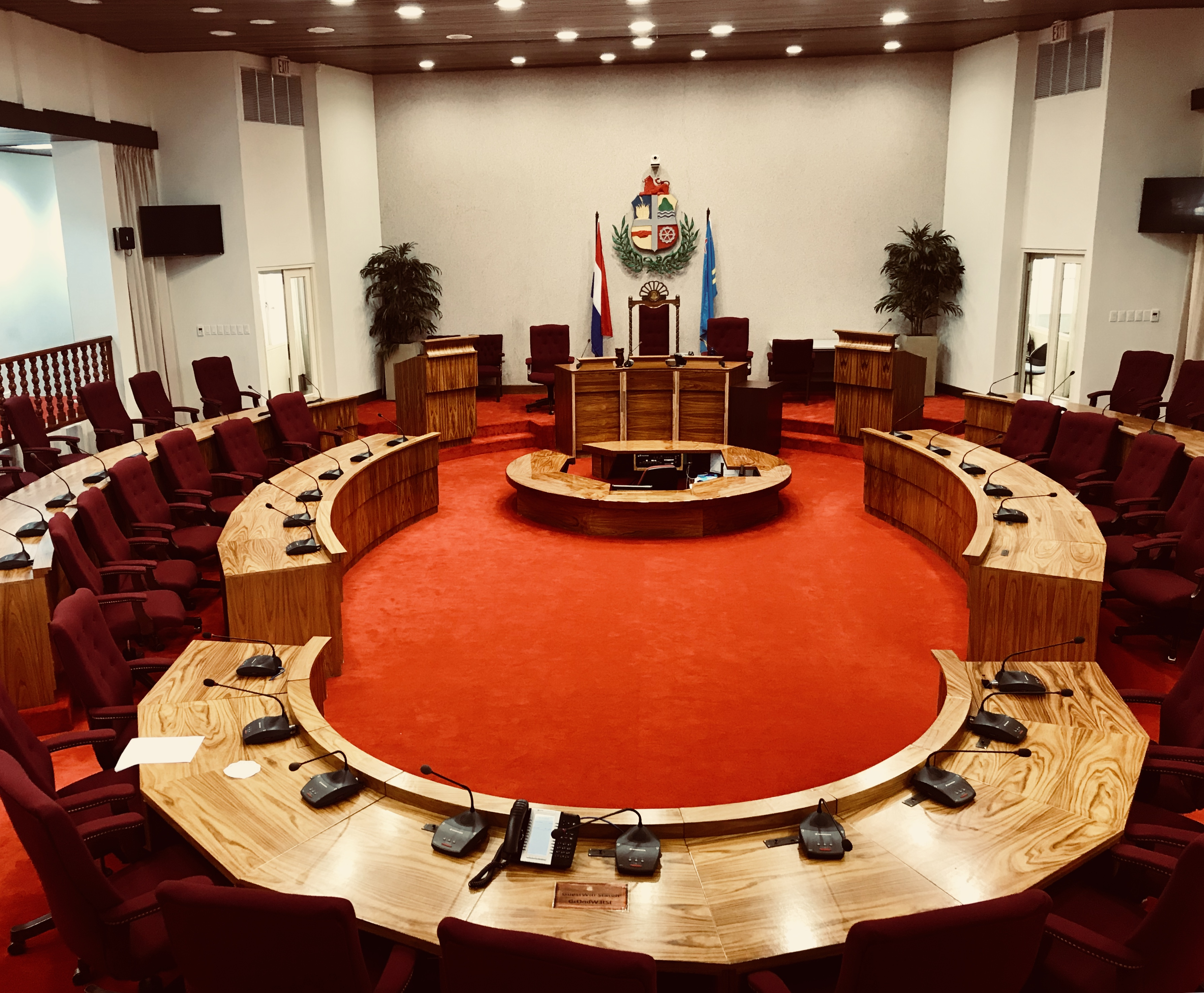
Vista del Parlamento de Aruba.

Los miembros del Consejo de Ministros son elegidos por el Parlamento de Aruba, órgano unicameral llamado Staten (Estados), que posee 21 escaños y representa al poder legislativo. Los miembros de los Staten son elegidos por voto directo y popular por un término de cuatro años.

### Política
El sistema jurídico de Aruba se basa en el modelo neerlandés. En Aruba, la jurisdicción legal recae en el Gerecht in Eerste Aanleg (Tribunal de Primera Instancia) de Aruba, el Gemeenschappelijk Hof van Justitie van Aruba, Curaçao, Sint Maarten, en van Bonaire, Sint Eustatius en Saba (Tribunal Conjunto de Justicia de Aruba, Curaçao, Sint Maarten, y de Bonaire, Sint Eustatius y Saba) y el Hoge Raad der Nederlanden (Tribunal Supremo de Justicia de los Países Bajos). El Korps Politie Aruba (Cuerpo de Policía de Aruba) es el organismo encargado de la aplicación de la ley en la isla y cuenta con comisarías de distrito en Oranjestad, Noord, San Nicolaas y Santa Cruz, donde tiene su sede.
El gasto deficitario ha sido una constante en la historia de Aruba, y también ha habido una inflación moderadamente alta. En 2006, la deuda del gobierno había crecido hasta los 1.883 millones de florines arubanos. En 2006, el gobierno de Aruba modificó varias leyes fiscales para reducir el déficit. Los impuestos directos se han convertido en impuestos indirectos, tal y como propuso el FMI.

### Relaciones exteriores
Aruba es uno de los países y territorios de ultramar (PTU) de la Unión Europea y mantiene relaciones económicas y culturales con la Unión Europea y los Estados Unidos de América. Aruba también es miembro de varias organizaciones internacionales como el Fondo Monetario Internacional e Interpol. El organismo que aplica los regímenes de seguridad social en Aruba es miembro de pleno derecho de la Conferencia interamericana de seguridad social (CISS) desde 1995.

### Defensa
La defensa en Aruba es responsabilidad del Reino de los Países Bajos. Las Fuerzas Armadas neerlandesas que protegen la isla incluyen la Marina, el Cuerpo de Marines y la Guardia Costera, incluyendo una guardia nacional del tamaño de un pelotón.

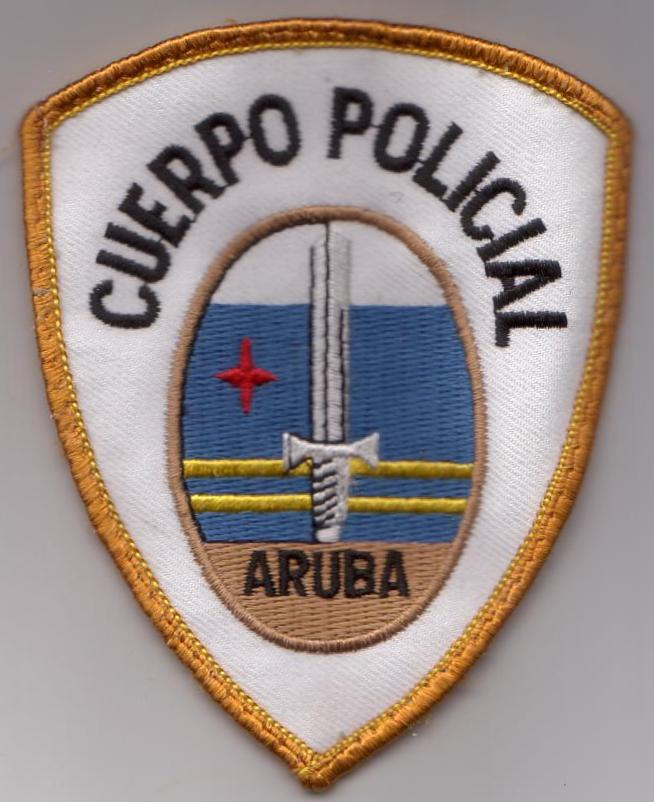
Cuerpo de Policía de Aruba

Todas las fuerzas están estacionadas en la base de la Marina en Savaneta. Además, en 1999, el Departamento de Defensa de EE. UU. estableció un Lugar de Operaciones Avanzadas (FOL) en el aeropuerto.
Las tareas de defensa de Aruba han sido asignadas por el Estado holandés exclusivamente las fuerzas armadas holandesas, no existe un organismo militar local. Esto ha hecho que las fuerzas armadas neerlandesas sean responsables de la aplicación de la política de defensa. Esto se lleva a cabo desde el cuartel de la marina cerca de la localidad de Savaneta (Aruba). Los cuarteles son parte integrante del Comando de las Fuerzas Navales en la Región del Caribe (CZMCARIB, Commandant der Zeemacht in het Caraïbisch Gebied)
La 32.ª Compañía de Infantería del Cuerpo de Marines (De 32e Infanterie Compagnie van het Korps Mariniers) y el pelotón de la Milicia de Aruba (peloton van de Arubaanse Militie, ARUMIL) están estacionados en el Cuartel de Marines de Savaneta. Las responsabilidades de la milicia incluyen tareas de vigilancia y seguridad, pero también pueden desplegarse operativamente. Por ejemplo, se desplegaron tropas de la milicia en las tareas de socorro tras el terremoto de Haití de 2010. También están presentes varios servicios de apoyo de la Armada Real (Koninklijke Marine), como el apoyo administrativo, logístico, de instalaciones y médico.
Hasta 1929, apenas había fuerzas militares en las Antillas Neerlandesas, incluida Aruba. El 28 de junio de 1929, el líder rebelde venezolano Rafael Simón Urbina atacó Curazao y tomó varios rehenes, entre ellos el gobernador neerlandés Leonard Albert Fruytier y el comandante de la guarnición Borren. Todos ellos fueron llevados a Venezuela, donde Urbina esperaba derrocar al Gobierno de Juan Vicente Gómez. Su intento fracasó y Urbina fue hecho prisionero. Todos los rehenes fueron devueltos a Curazao. Tres soldados neerlandeses murieron en acción durante este suceso. Tras el ataque de Urbina, el gobierno de los Países Bajos decidió estacionar un barco naval ("stationsschip") en las Antillas de forma permanente. También decidió crear un cuerpo de defensa voluntario tanto en Curazao como en Aruba (vrijwilligerskorps Curaçao o VKC y Vrijwilligerskorps Aruba o VKA). Después de la Segunda Guerra Mundial, el VKA y el VKC fueron rebautizados como Antiliaanse Militie (ANTMIL), que todavía existe en Curazao. Cuando Aruba obtuvo su autonomía dentro del Reino de los Países Bajos en 1986, la ANTMIL en Aruba fue rediseñada como Arubaanse militie o ARUMIL.

## Organización político-administrativa

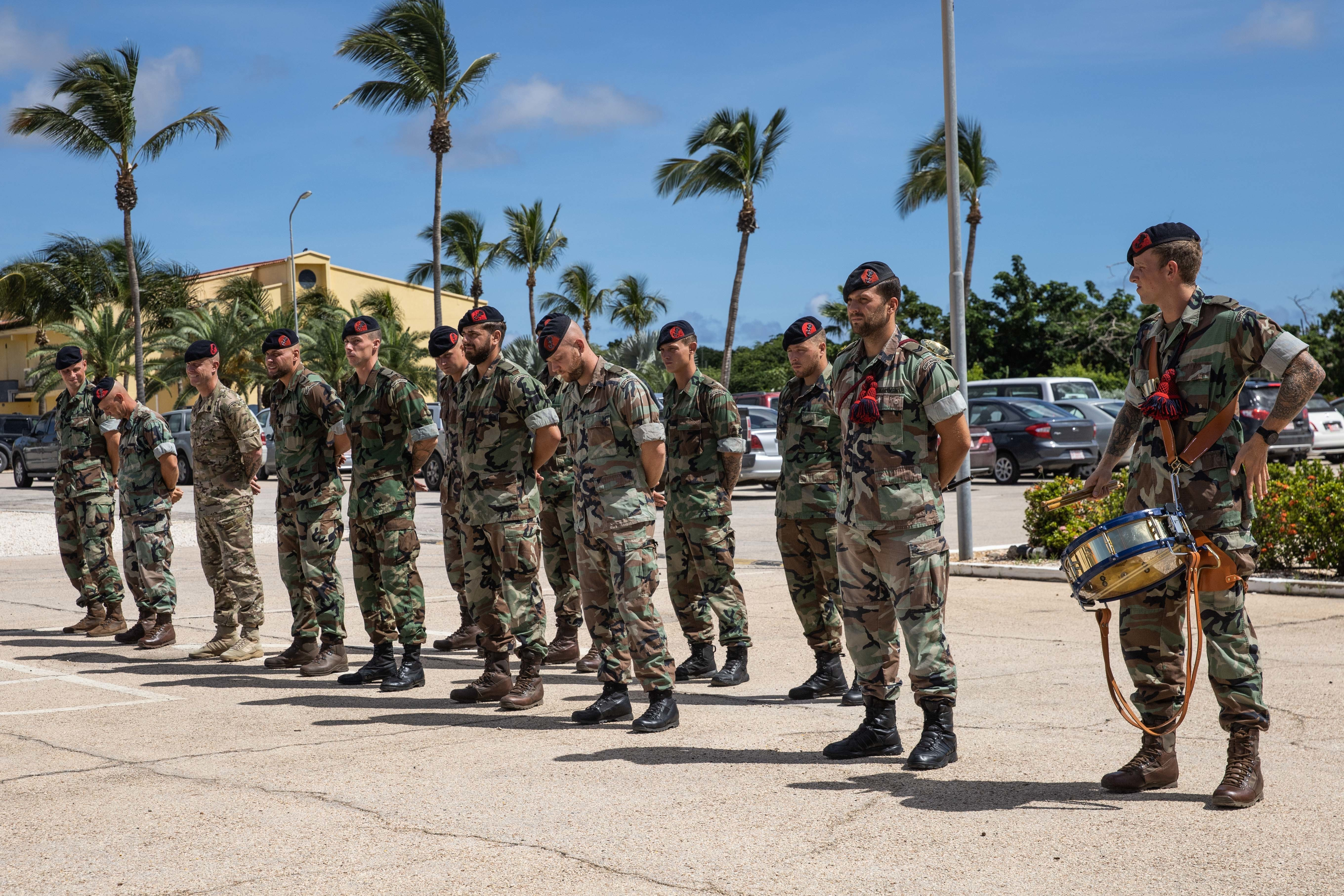
Marines neerlandeses en Savaneta, Aruba

Aruba se divide en varias ciudades y pueblos, entre ellos estos:
- Noord
- Oranjestad, dividido en 2 distritos.
- Paradera
- Sint Nicolaas, dividido en 2 distritos.
- Santa Cruz
- Savaneta

## Geografía
La isla es generalmente llana y sin ríos. Posee playas de arena blanca, localizadas en las costas oeste y sur de la isla; en el interior de la isla existen algunas colinas, de las cuales se destacan el Hooiberg (165 m) y el monte Jamanota (188 m), que es el punto más alto de la isla. Oranjestad, su capital, está localizada en 12°19′N 70°1′O / 12.317, -70.017, y está situada a 25 km de la costa del estado Venezolano de Falcón.

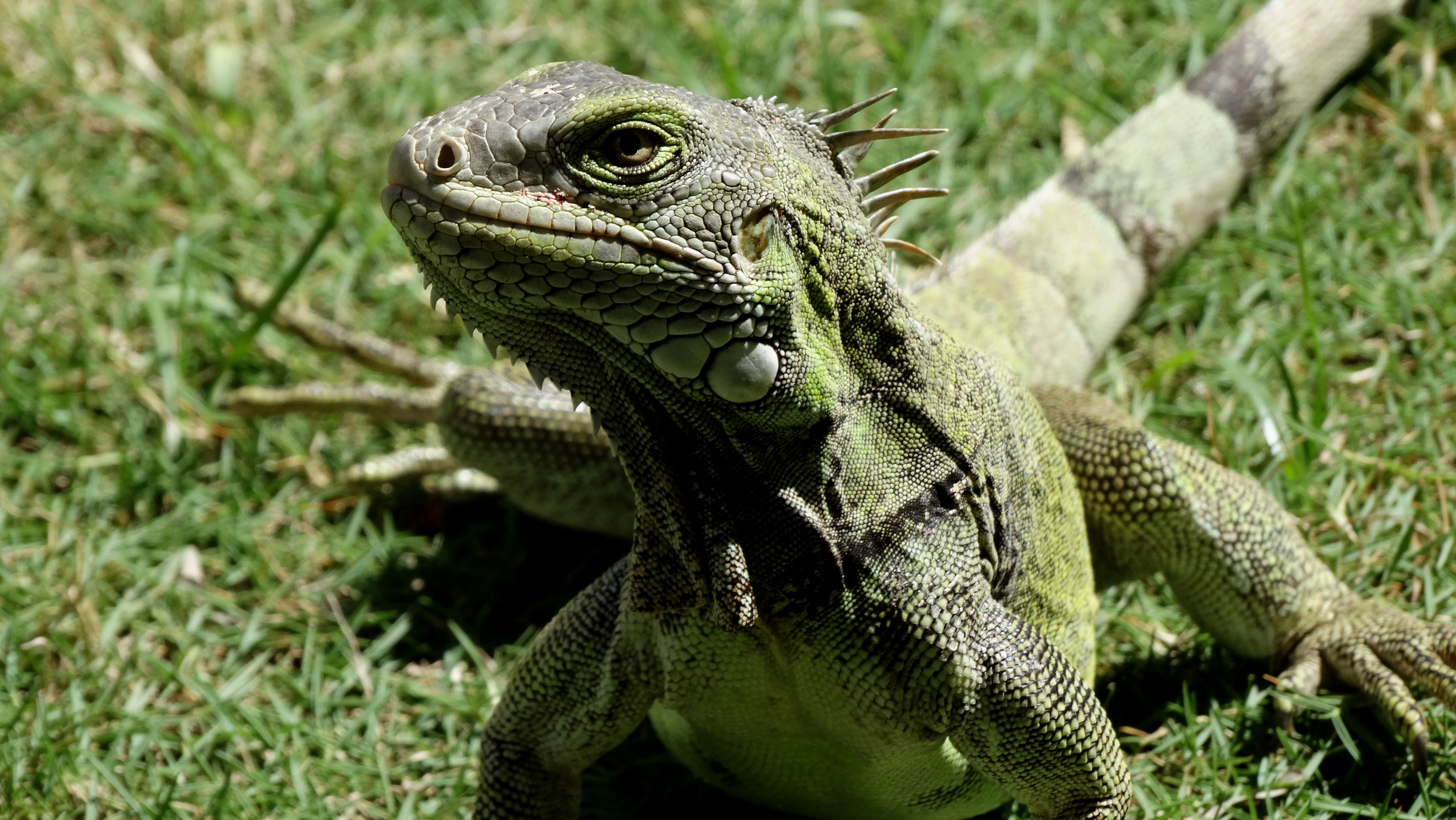
Iguana común o Iguana verde en Aruba (Iguana iguana)

El clima local es del tipo semiárido tropical marítimo, con pequeñas variaciones de temperatura en el año.
Aruba no posee fronteras terrestres pero sí marítimas, solo con Venezuela, que fueron fijadas mediante el Tratado de 1978 entre los Países Bajos y Venezuela.

### Fauna
El aislamiento de Aruba con respecto al continente sudamericano ha favorecido la evolución de múltiples animales endémicos. La isla es el hábitat de la endémica lagartija cola de látigo de Aruba (Cnemidophorus arubensis) y de la serpiente de cascabel de Aruba, así como de una subespecie endémica de búho de madriguera y del periquito de garganta marrón.

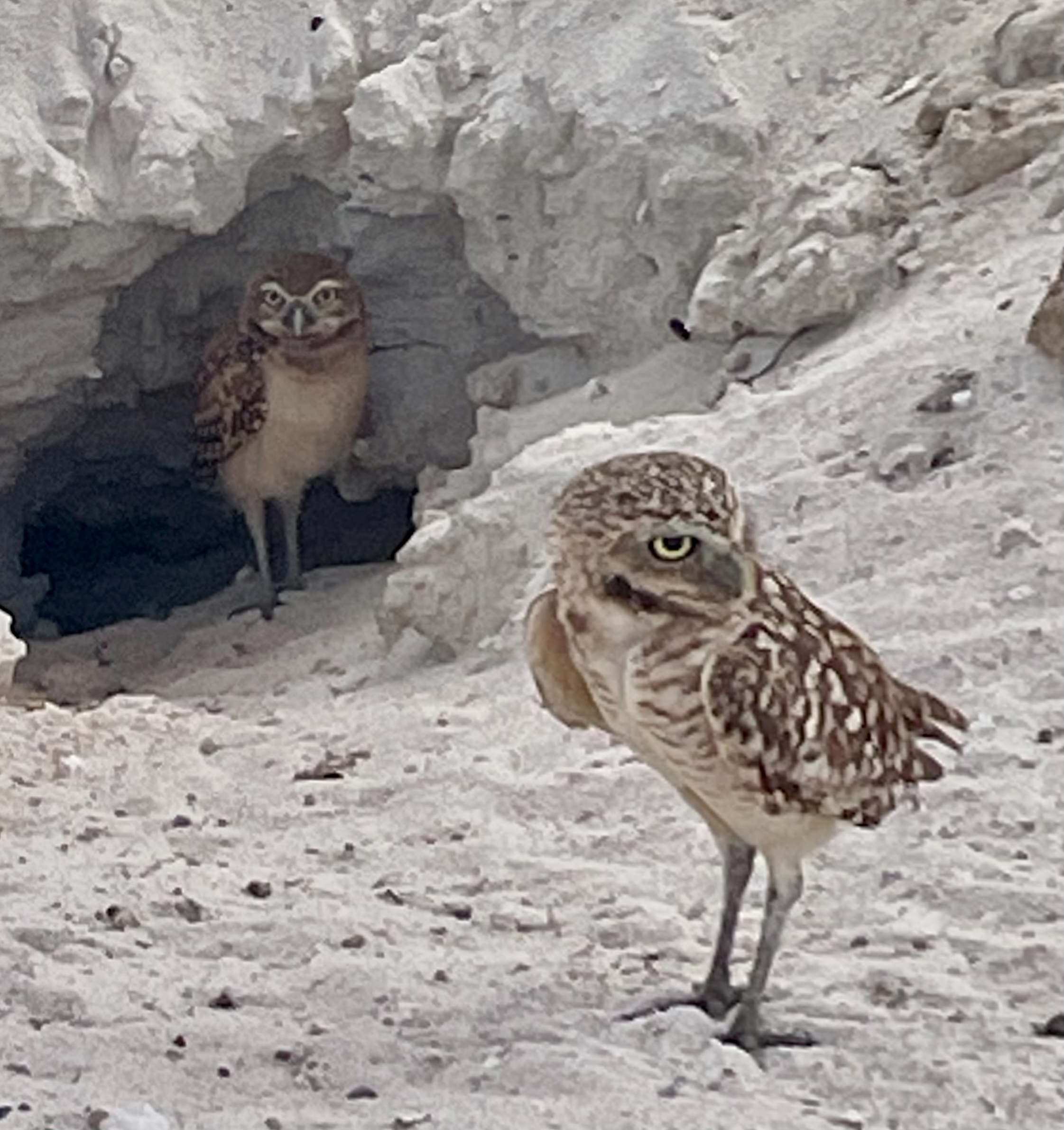
El búho de Aruba, una subespecie del búho llanero (Athene cunicularia arubensis)

Dado que Aruba se encuentra en la plataforma continental sudamericana, su fauna es muy similar a la parte norte de la cercana Venezuela. En la isla hay doce mamíferos, entre ellos tres roedores introducidos (rata parda, rata negra y ratón doméstico), un roedor autóctono (Calomys hummelincki), un animal parecido a la liebre (el conejo de Florida, Sylvilagus floridanus) y siete murciélagos (Peropteryx trinitatis, Pteronotus davyi, Mormoops megalophylla, Glossophaga longirostris, Leptonycteris curasoae, Natalus tumidirostris y Molossus molossus).
Las aves y reptiles más conocidos de Aruba son el anolis rayado, la yuwana (iguana verde), el dori (rana), el shoco (búho), la cascabel (serpiente de cascabel de Aruba), el chuchubi, el troepial anaranjado, el amarillo barica (ladrón de azúcar) y el blenchi (colibrí). Los lagartos ren como el cododo de Aruba (lagarto de Aruba) viven en el seco paisaje desértico de Aruba.
Algunos animales, como la serpiente de cascabel, se ven amenazados por la boa constrictor. Esta especie de serpiente no es autóctona de Aruba, pero lo más probable es que se haya podido propagar en la isla después de que algunos ejemplares fueran liberados en la naturaleza. Después de que la especie pareciera sentirse perfectamente en casa en Aruba, se ha multiplicado a un ritmo rápido en la isla. Por ello, actualmente es una plaga. La serpiente es inofensiva para el ser humano, pero supone una amenaza para determinadas especies animales.
Las especies vegetales y animales autóctonas en peligro de extinción, así como la arena blanca de las playas, gozan de protección legal en virtud de la Convención CITES, el Decreto Nacional sobre la Flora y la Fauna Autóctonas o la Ordenanza sobre la Arena. La protección también incluye la prohibición de exportar coral, marisco o arena blanca, por ejemplo.

### Flora

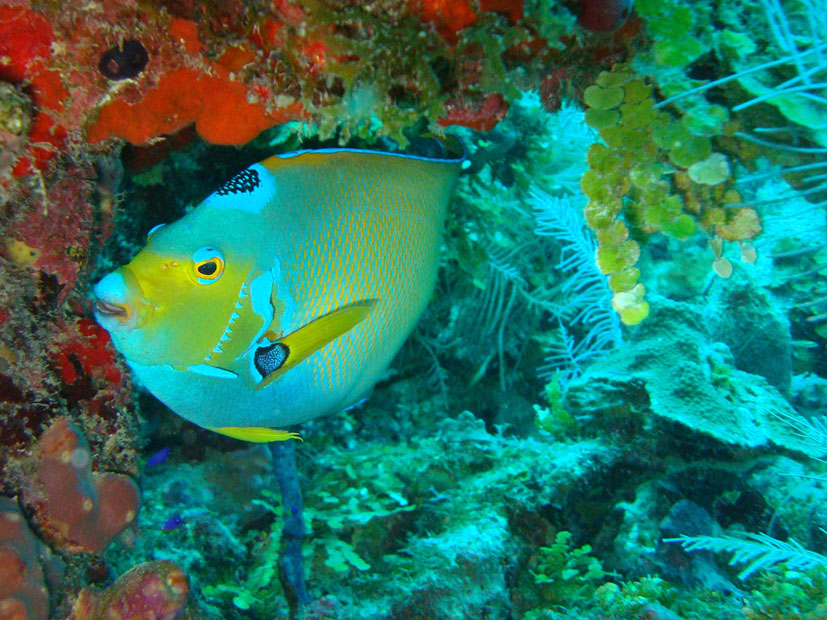
Un pez ángel reina (Holacanthus ciliaris) en Aruba

La flora de Aruba difiere de la vegetación típica de las islas tropicales. Son comunes los matorrales xéricos, con diversas formas de cactus, arbustos espinosos y árboles de hoja perenne. También está presente el aloe vera, cuya importancia económica le ha valido un lugar en el escudo de Aruba.
Los cactus como el Melocactus y la Opuntia están representados en Aruba por especies como la Opuntia stricta. Árboles como la Caesalpina coriaria y la Vachellia tortuosa toleran la sequía.

### Clima
Según la clasificación climática de Köppen, Aruba tiene un clima cálido semiárido (Köppen BSh). La temperatura media mensual en Oranjestad varía poco, entre 26,7 °C (80,1 °F) y 29,2 °C (84,6 °F), moderada por los constantes vientos alisios del océano Atlántico, que vienen del noreste. Las precipitaciones anuales apenas superan los 470 milímetros o 18,5 pulgadas en Oranjestad, aunque son extremadamente variables y pueden ir desde tan solo 150 milímetros o 5,91 pulgadas durante los años fuertes de El Niño (por ejemplo, 1911/1912, 1930/1931, 1982/1983, 1997/1998) hasta más de 1.000 milímetros o 39,37 pulgadas en años de La Niña como 1933/1934, 1970/1971 o 1988/1989.

Algunos años, las precipitaciones superan los 900 mm, mientras que otros años apenas llueve. La temporada de lluvias es en octubre, noviembre y diciembre. Durante esta estación, la lluvia cae principalmente por la noche y por la mañana; por la tarde y la noche suele ser soleado y seco. A continuación, las precipitaciones caen principalmente en forma de fuertes chubascos. Durante y poco después de la temporada de lluvias, la naturaleza es algo más verde que durante el resto del año.

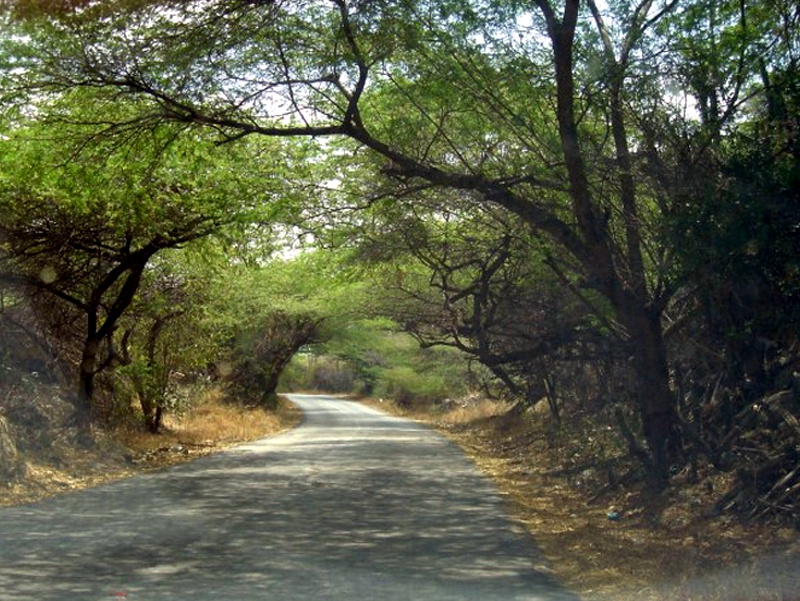
Paisaje de Aruba.

Fuera de la temporada de lluvias, las precipitaciones son escasas, a menos que se acerque un huracán. Aruba se encuentra fuera del cinturón de huracanes y es muy raro que se vea afectada por un huracán. De vez en cuando, un huracán pasa bastante cerca de la isla, lo que hace que una rama del mismo provoque fuertes vientos y lluvias y tormentas eléctricas intensas y prolongadas. Entonces pueden producirse inundaciones. En los meses de primavera y verano se produce el polvo del Sahara. Las partículas de polvo son arrastradas por el viento y hacen que la visibilidad sea brumosa.

En Aruba, el sol brilla una media de más de 3.200 horas al año. En comparación, en el noroeste de Europa, la media es de 1.600 horas al año.

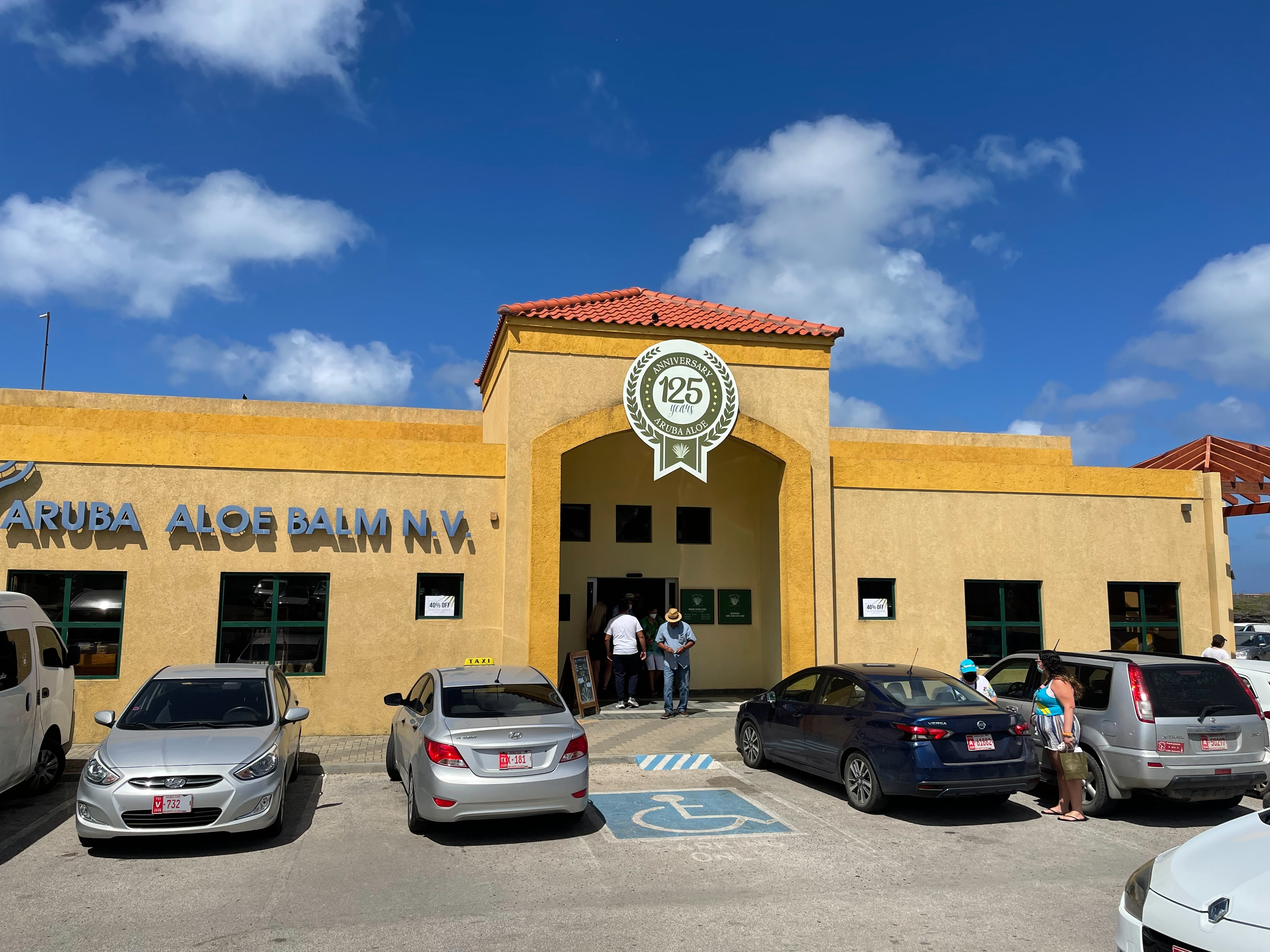
Fábrica de Aloe de Aruba

| Parámetros climáticos promedio de Oranjestad, Aruba (1981-2010, extremas 1951-2010) | Parámetros climáticos promedio de Oranjestad, Aruba (1981-2010, extremas 1951-2010) | Parámetros climáticos promedio de Oranjestad, Aruba (1981-2010, extremas 1951-2010) | Parámetros climáticos promedio de Oranjestad, Aruba (1981-2010, extremas 1951-2010) | Parámetros climáticos promedio de Oranjestad, Aruba (1981-2010, extremas 1951-2010) | Parámetros climáticos promedio de Oranjestad, Aruba (1981-2010, extremas 1951-2010) | Parámetros climáticos promedio de Oranjestad, Aruba (1981-2010, extremas 1951-2010) | Parámetros climáticos promedio de Oranjestad, Aruba (1981-2010, extremas 1951-2010) | Parámetros climáticos promedio de Oranjestad, Aruba (1981-2010, extremas 1951-2010) | Parámetros climáticos promedio de Oranjestad, Aruba (1981-2010, extremas 1951-2010) | Parámetros climáticos promedio de Oranjestad, Aruba (1981-2010, extremas 1951-2010) | Parámetros climáticos promedio de Oranjestad, Aruba (1981-2010, extremas 1951-2010) | Parámetros climáticos promedio de Oranjestad, Aruba (1981-2010, extremas 1951-2010) | Parámetros climáticos promedio de Oranjestad, Aruba (1981-2010, extremas 1951-2010) |
| Mes                                                                                 | Ene.                                                                                | Feb.                                                                                | Mar.                                                                                | Abr.                                                                                | May.                                                                                | Jun.                                                                                | Jul.                                                                                | Ago.                                                                                | Sep.                                                                                | Oct.                                                                                | Nov.                                                                                | Dic.                                                                                | Anual                                                                               |
| ----------------------------------------------------------------------------------- | ----------------------------------------------------------------------------------- | ----------------------------------------------------------------------------------- | ----------------------------------------------------------------------------------- | ----------------------------------------------------------------------------------- | ----------------------------------------------------------------------------------- | ----------------------------------------------------------------------------------- | ----------------------------------------------------------------------------------- | ----------------------------------------------------------------------------------- | ----------------------------------------------------------------------------------- | ----------------------------------------------------------------------------------- | ----------------------------------------------------------------------------------- | ----------------------------------------------------------------------------------- | ----------------------------------------------------------------------------------- |
| Temp. máx. abs. (°C)                                                                | 32.5                                                                                | 33.0                                                                                | 33.9                                                                                | 34.4                                                                                | 34.9                                                                                | 35.2                                                                                | 35.3                                                                                | 36.1                                                                                | 36.5                                                                                | 35.4                                                                                | 35.0                                                                                | 34.8                                                                                | 36.5                                                                                |
| Temp. máx. media (°C)                                                               | 30.0                                                                                | 30.4                                                                                | 30.9                                                                                | 31.5                                                                                | 32.0                                                                                | 32.2                                                                                | 32.0                                                                                | 32.6                                                                                | 32.7                                                                                | 32.1                                                                                | 31.3                                                                                | 30.4                                                                                | 31.5                                                                                |
| Temp. media (°C)                                                                    | 26.7                                                                                | 26.8                                                                                | 27.2                                                                                | 27.9                                                                                | 28.5                                                                                | 28.7                                                                                | 28.6                                                                                | 29.1                                                                                | 29.2                                                                                | 28.7                                                                                | 28.1                                                                                | 27.2                                                                                | 28.1                                                                                |
| Temp. mín. media (°C)                                                               | 24.5                                                                                | 24.7                                                                                | 25.0                                                                                | 25.8                                                                                | 26.5                                                                                | 26.7                                                                                | 26.4                                                                                | 26.8                                                                                | 26.9                                                                                | 26.4                                                                                | 25.8                                                                                | 25.0                                                                                | 25.9                                                                                |
| Temp. mín. abs. (°C)                                                                | 21.3                                                                                | 20.6                                                                                | 21.4                                                                                | 21.5                                                                                | 21.8                                                                                | 22.7                                                                                | 21.2                                                                                | 21.3                                                                                | 22.1                                                                                | 21.9                                                                                | 22.0                                                                                | 20.5                                                                                | 20.5                                                                                |
| Precipitación total (mm)                                                            | 39.3                                                                                | 20.6                                                                                | 8.7                                                                                 | 11.6                                                                                | 16.3                                                                                | 18.7                                                                                | 31.7                                                                                | 25.8                                                                                | 45.5                                                                                | 77.8                                                                                | 94.0                                                                                | 81.8                                                                                | 471.8                                                                               |
| Días de precipitaciones (≥ 1.0 mm)                                                  | 8.4                                                                                 | 5.0                                                                                 | 1.8                                                                                 | 1.9                                                                                 | 2.2                                                                                 | 2.8                                                                                 | 4.9                                                                                 | 4.3                                                                                 | 3.9                                                                                 | 7.4                                                                                 | 10.6                                                                                | 11.4                                                                                | 64.6                                                                                |
| Humedad relativa (%)                                                                | 77.5                                                                                | 76.1                                                                                | 75.7                                                                                | 77.1                                                                                | 77.9                                                                                | 77.4                                                                                | 77.8                                                                                | 76.2                                                                                | 76.8                                                                                | 78.6                                                                                | 79.1                                                                                | 78.4                                                                                | 77.4                                                                                |
| Fuente: DEPARTAMENTO METEOROLÓGICO ARUBA, (extremes)                                |                                                                                     |                                                                                     |                                                                                     |                                                                                     |                                                                                     |                                                                                     |                                                                                     |                                                                                     |                                                                                     |                                                                                     |                                                                                     |                                                                                     |                                                                                     |

## Economía
Alrededor del 70 % del PIB de Aruba proviene del turismo o de actividades relacionadas, y un 75 % de los visitantes procede de Estados Unidos. Antes de obtener su estatus autonómico, la mayor actividad era la refinación de petróleo; actualmente dicha actividad tiene una pequeña influencia en la economía. La agricultura y la manufactura tienen también un pequeño impacto económico. El florín arubiano generalmente tiene un cambio fijo con el dólar estadounidense de 1,75:1, pero en la mayoría de los comercios se aplica 1,80:1 como tasa de cambio. Sus principales socios comerciales son Venezuela, Estados Unidos, Países Bajos y Reino Unido.
Es importante señalar que a pesar de su pequeña extensión territorial, Aruba es, según datos de la Organización Mundial de Café (2003), el segundo país con mayor consumo per-cápita a nivel mundial de café, solo superada por Finlandia.[cita requerida]

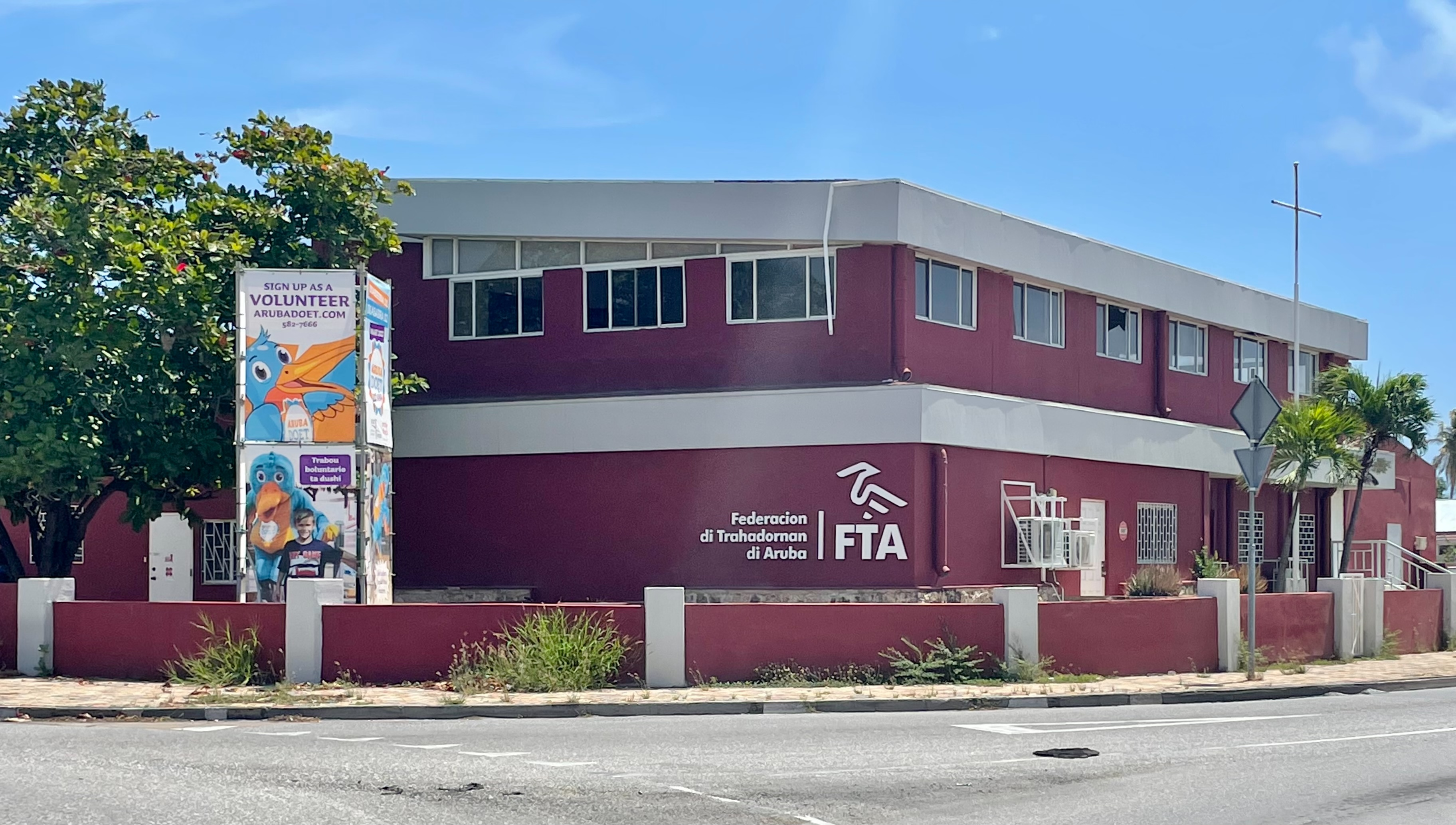
Edificio de la Federación de Trabajadores de Aruba

Aruba es un país próspero. El desempleo es bajo (aunque el gobierno no publica estadísticas desde 2013) y la renta per cápita es una de las más altas del Caribe (aproximadamente 24.087 dólares). A finales de 2018, la tasa de participación en la fuerza laboral era del 56,6% para las mujeres.
Hasta mediados de la década de 1980, la principal industria de Aruba era el refinado de petróleo. Después se cerró la refinería y la economía de la isla se orientó hacia el turismo. Actualmente, Aruba recibe unos 1.235.673 (2007) huéspedes al año, de los cuales tres cuartas partes son estadounidenses. El turismo se centra principalmente en las playas y el mar. La refinería ha sido cerrada y reiniciada en repetidas ocasiones durante las últimas décadas. En los últimos años se firmó una carta de intenciones con CITGO (la filial en Estados Unidos de la petrolera estatal venezolana PDVSA) para explorar la posibilidad de reabrir la refinería de nuevo.
Hasta 2009, los Países Bajos concedían ayuda al desarrollo a Aruba. Esta ayuda se destinó principalmente a la aplicación de la ley, la educación, el desarrollo administrativo, la atención sanitaria y el desarrollo económico sostenible. Esta ayuda se interrumpió a petición de Aruba en 2009. Desde 2015, sin embargo, se ha reintroducido una forma de supervisión financiera porque la deuda de Aruba ha aumentado considerablemente hasta superar el 80% del PIB.

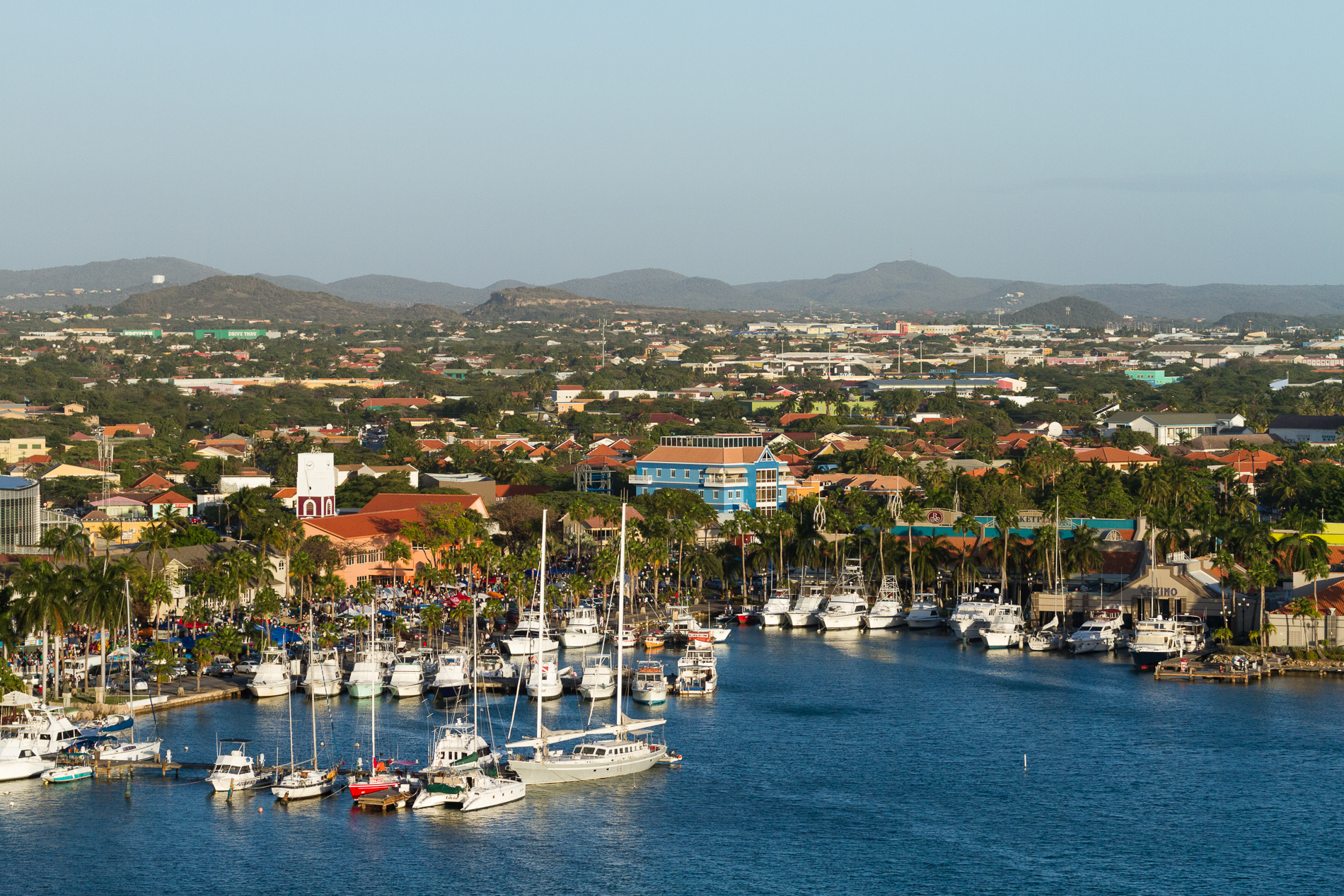
Principal Puerto de Aruba

Aruba también cuenta con tres zonas de libre comercio, donde la importación y la exportación y la circulación de servicios se realizan sin impuestos.

### Turismo
El turismo es el principal apoyo de la economía arubeña, la mayor fuente de empleos de los habitantes de la isla. El rápido crecimiento del sector turístico durante la década de 1990 ha dado lugar a una expansión substancial de otras actividades económicas. La construcción inmobiliaria, con mayor capacidad en hoteles es cinco veces superior al nivel del año de 1985. Esto ha producido unas cifras bajas de desempleo, provocando la falta de mano de obra y una subida de salarios.

Aruba tiene una industria turística grande y bien desarrollada, recibiendo 1.082.000 turistas que pernoctaron en su territorio en 2018. El mayor número de turistas procede de América del Norte (principalmente Estados Unidos), con una cuota de mercado del 73,3%, además del 15,2% de América Latina (principalmente Venezuela) y el 8,3% de Europa. En 2018 hubo 40.231 visitantes procedentes de los Países Bajos. Hay muchos hoteles de lujo, concentrados principalmente en las playas de la costa oeste. En Palm Beach están los hoteles de lujo dirigidos a los turistas estadounidenses. Esta zona también se denomina "Highrise-area", debido a que la mayoría de los hoteles están ubicados en (según los estándares de Aruba) edificios de gran altura. Eagle Beach, a poca distancia de Palm Beach en dirección a Oranjestad, ofrece hoteles a una escala algo más pequeña e íntima en edificios de poca altura, de ahí el nombre de "zona de poca altura".

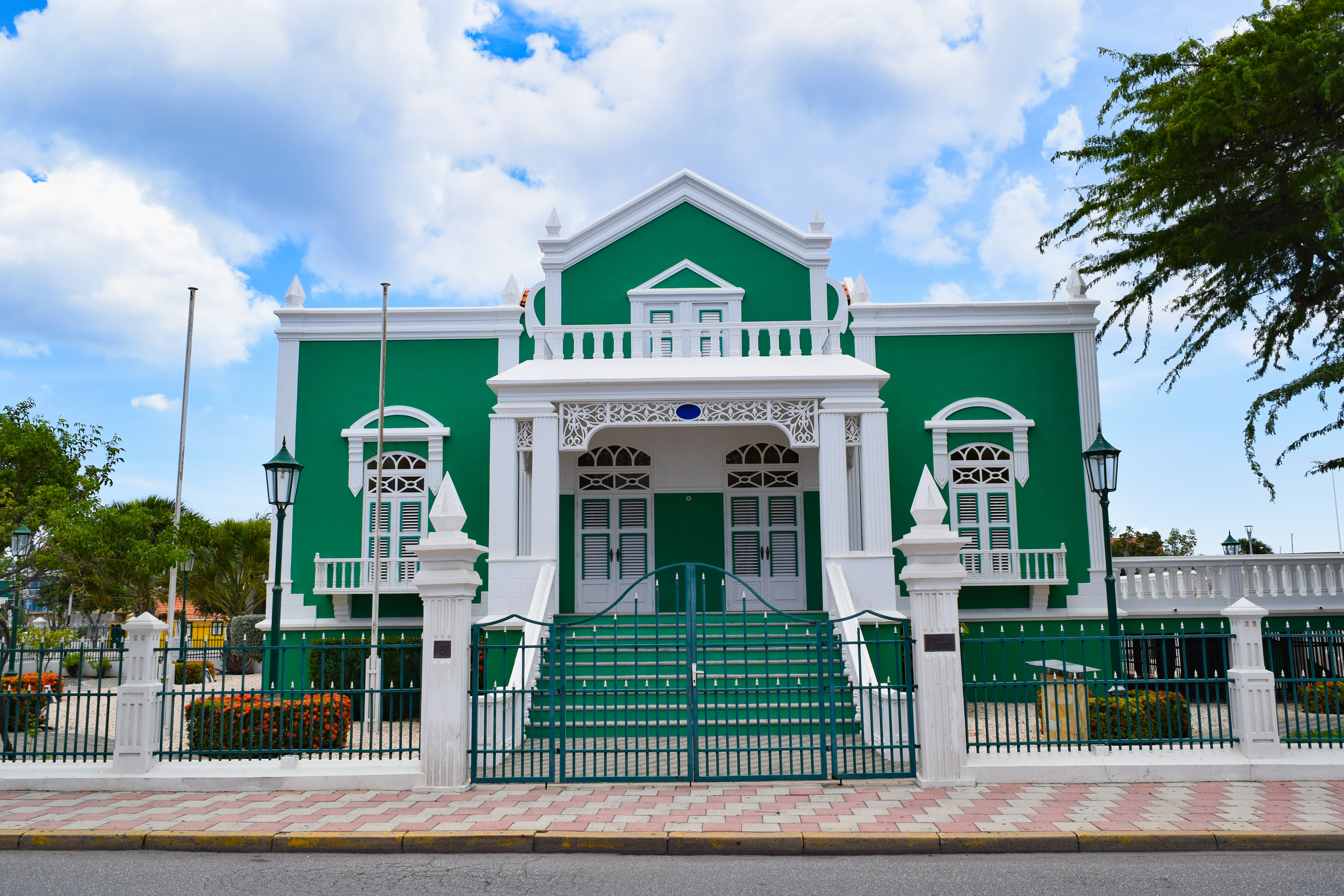
Vista del Ayuntamiento o Alcaldía de Oranjestad

Oranjestad es, además de la capital, un lugar importante en la industria turística. Aquí se encuentra el puerto para los numerosos cruceros que visitan Aruba. El sector de los cruceros es un pilar muy importante del turismo en Aruba, ya que durante un crucero una gran parte de los pasajeros baja a tierra para visitar la isla. Con 334 "escalas de cruceros", Aruba recibió 815.161 turistas de cruceros en 2018. Según algunas fuentes la temporada de cruceros 2017/2018 aportó 102,8 millones de dólares a la economía de Aruba. Oranjestad también alberga varios hoteles de lujo, varios centros comerciales de lujo t varias calles comerciales orientadas al turismo, incluida la "Mainstreet", e instalaciones de hostelería. La calle principal, llamada Caya G.F. (Betico) Croes, ha sido rediseñada en los últimos años, incluyendo nuevo pavimento, nuevas palmeras y una línea de tranvía para los turistas.
También en otros lugares de la isla se puede encontrar el alojamiento turístico necesario, incluso en edificios de apartamentos (privados).

### Mercados financieros

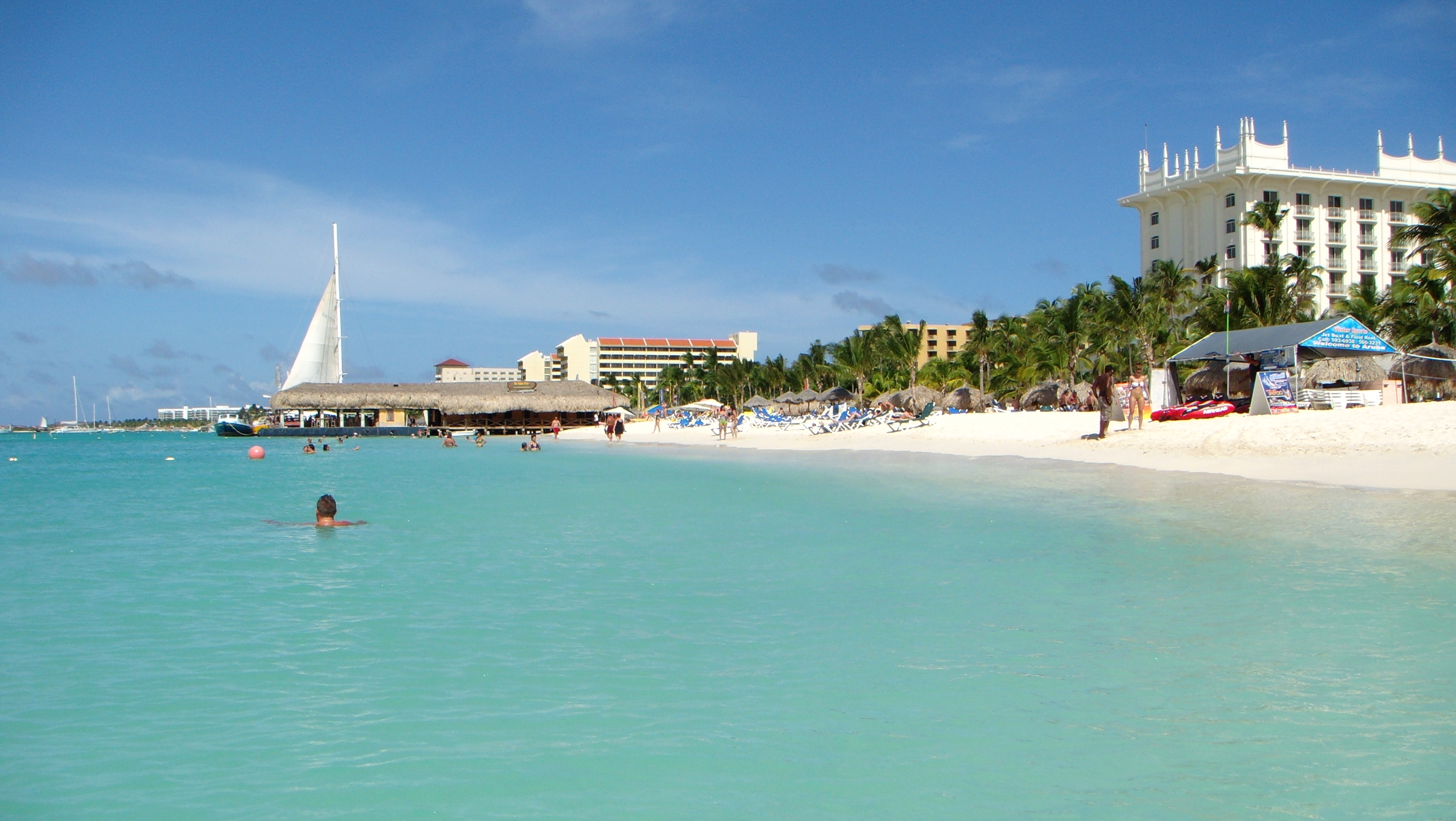
Sector de Palm Beach, Aruba.

Por poner un ejemplo de la actividad en torno a los mercados financieros que se desarrolla en la isla, según el movimiento internacional altermundialista ATTAC que promueve el control democrático de los mercados financieros «el Grupo neerlandés de banca y seguros ING Direct, que es uno de los más importantes grupos financieros del mundo surgido en los años noventa» tendría actividades en la Isla de Aruba, territorio de ultramar neerlandés, que goza de un peculiar estatus político-económico. Se considera en la órbita de lo que se conoce como paraíso fiscal.
[…]«dispone de una sociedad especializada en esta gestión de confianza, de servicios para constituir fideicomisos o trusts en Aruba, la sociedad mercantil ING Trust (Aruba) NV, que según se nos informa sirven a su vez para gestionar las sociedades offshore registradas en ese paraíso fiscal.»

### Producción de Cerveza
Brouwerij Nacional Balashi N.V. (BNB, Cervecería Nacional Balashi), situada en Oranjestad, es la fábrica de cerveza de la isla de Aruba. El nombre de Balashi significa "junto al mar" en papiamento. La ubicación de la cervecería también se llama Balashi.
El edificio de la cervecería fue construido por MetaCorp. La construcción y el equipo de elaboración de cerveza fueron suministrados por la empresa de Hamburgo Brewtech GmbH. A partir de mayo de 1999, comenzó la producción de la cerveza rubia Balashi, desarrollada por el maestro cervecero alemán Klaus Eckert. La cerveza Balashi es la primera cerveza producida localmente en Aruba y también se exporta a Curazao y Bonaire.
Las cervezas se elaboran con malta alemana y lúpulo alemán de Hallertau. La producción anual es de un máximo de 55.000 hectolitros al año. La cervecería consta de 3 líneas de embotellado construidas y encargadas por Krones en Neutraubling. La cerveza Balashi ganó medallas de Oro en la Selecion du monde de Bruselas en 2001/2004.
En 2002, Brouwerij Nacional Balashi comenzó a producir y embotellar productos de Coca-Cola y otras bebidas no alcohólicas con una capacidad de 120.000 hl/año.
Posee una Línea de enlatado 38.000 latas/hora, línea de vidrio 15.000 botellas/hora, línea Modulfill PET 18.000 botellas/hora, y una capacidad de elaboración de cerveza por cocción 75 hl, con13 tanques de fermentación cada uno de 225 hl.

### Minería

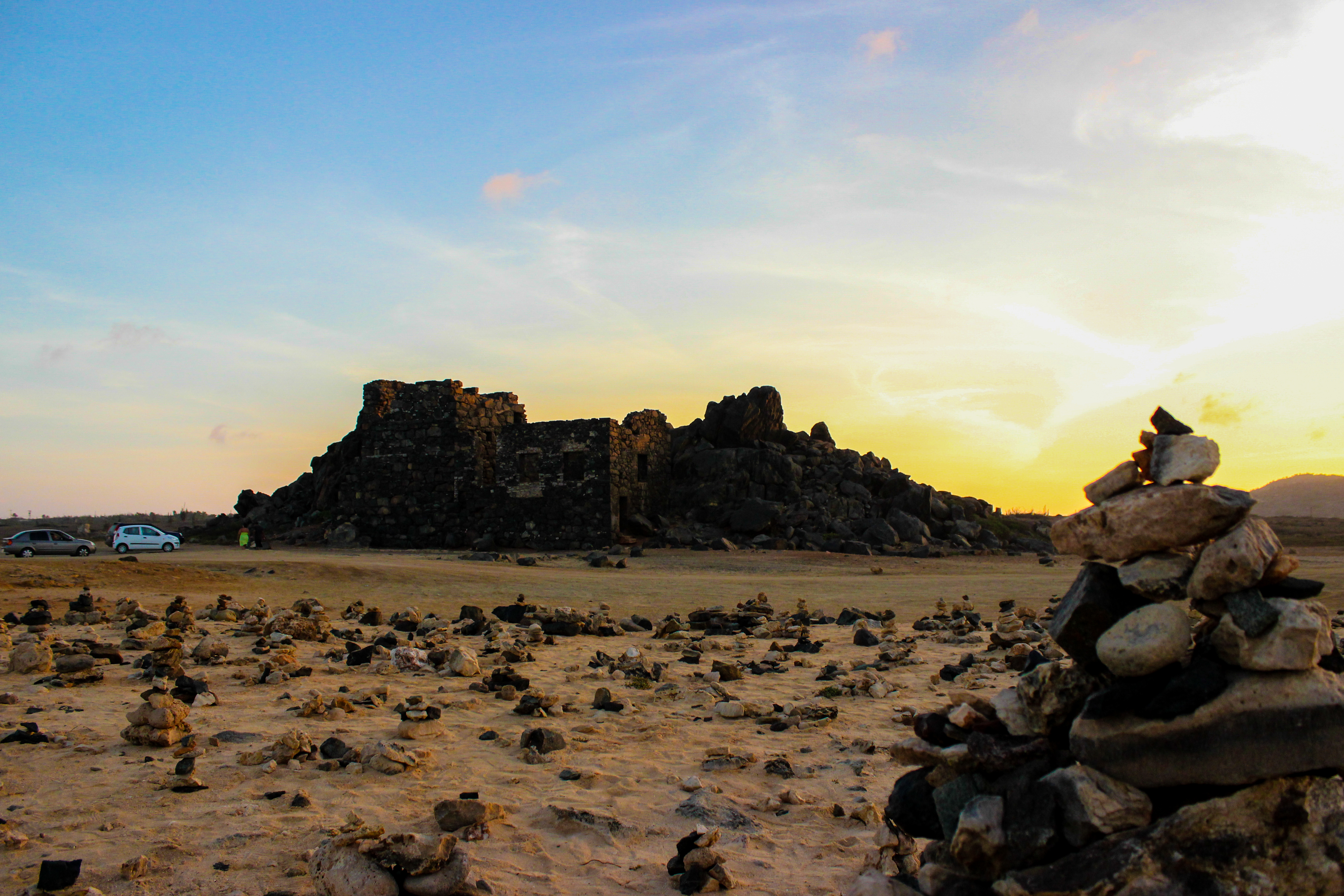
Ruinas de una antigua mina de oro en Aruba

La minería de oro en Aruba fue la mayor industria de la isla de Aruba desde 1825 hasta aproximadamente 1918. En total se extrajeron unos 1.735 kg de oro durante este periodo.
Willem Rasmijn, hijo de un pastor, encontró pepitas de oro en la costa norte de Aruba en 1824, lo que desencadenó la fiebre del oro.
En la zona de Rooi Fluit y Rooi Daimari, en el norte de la isla, se empezó a extraer oro a partir de 1825. Más tarde, se llevó a cabo la minería para obtener el metal precioso. Se hundieron pozos y se construyeron minas a cielo abierto. En 1829, se declaró la libertad de explotación minera. Esto significaba que los particulares podían adquirir derechos mineros por una concesión de quince florines al año. La concesión se otorgó por sorteo. En 1830, se habían enviado unos 90 kg de oro a los Países Bajos.
En 1868, el gobierno de Curazao otorgó una concesión de 35 años a la Aruba Island Gold Mining Company de Londres. La empresa construyó un muelle y una fundición en Bushiribana, en la costa norte, un muelle en el puerto de Oranjestad y una carretera de conexión de 6 millas entre el puerto y la fundición. Aquí se procesaba el mineral de oro de la mina Ceru Plat y del Kristalberg. La Aruba Island Gold Mining Company existió hasta 1882, procesando 2.938 toneladas de mineral desde 1868 hasta 1880 y extrayendo de él 2.075 onzas troy de oro.

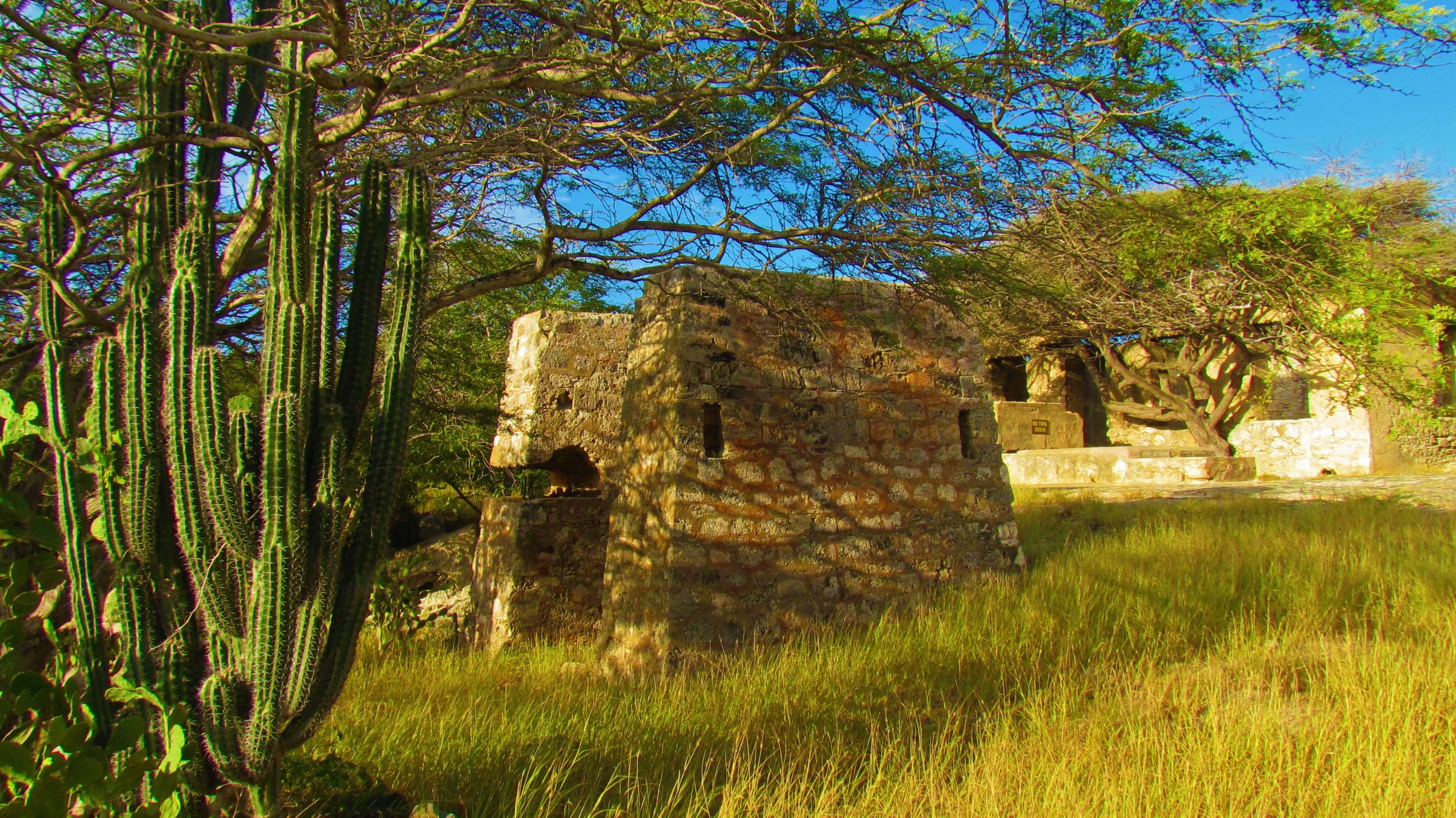
Ruinas de las minas de Balashi

De 1883 a 1889 se suspendió la extracción de oro, que luego reanudó la Aruba Agency Company. La lixiviación con cianuro se introdujo en Bushiribana para aumentar el rendimiento. En 1890, la empresa Aruba Agency dejó de existir.
Aruba Gold Concessions adquirió una concesión de 40 años en 1899. Bushiribana se cerró y se construyó una nueva fundición en Balashi. Aruba Gold Concessions explotó la mina Mil Speranza, que era una mina de oro moderna para la época. El aire fresco se introducía en los trabajos de la mina con un ventilador de mina. El mineral se sacaba a la superficie con una máquina elevadora de vapor en los llamados skieps. Después de clasificar las piedras gruesas, el mineral era transportado por una locomotora a la fundición de oro para su posterior procesamiento.
En 1903 ya existían varios hornos de fundición, una trituradora y depósitos de cianuro. En 1908, Aruba Gold Concessions cesó sus operaciones.
Aruba Goud Maatschappij se hizo cargo de la concesión, así como de las instalaciones y las minas de Aruba Gold Concessions y explotó la minería hasta el final de la Primera Guerra Mundial. Durante la guerra hubo escasez de dinamita, materias primas y productos químicos para seguir extrayendo y fundiendo el oro. Poco después de la Primera Guerra Mundial, las minas de oro comenzaron a cerrar. Las instalaciones estaban ya obsoletas y los políticos de Aruba confiaron posteriormente en el "oro negro" de la refinería de petróleo de San Nicolás y en la ampliación del puerto.
Después de la Segunda Guerra Mundial, la extracción de oro se reanudó de forma experimental, pero sin éxito. Los pozos se rellenaron y las torres de caracol se demolieron.

## Demografía

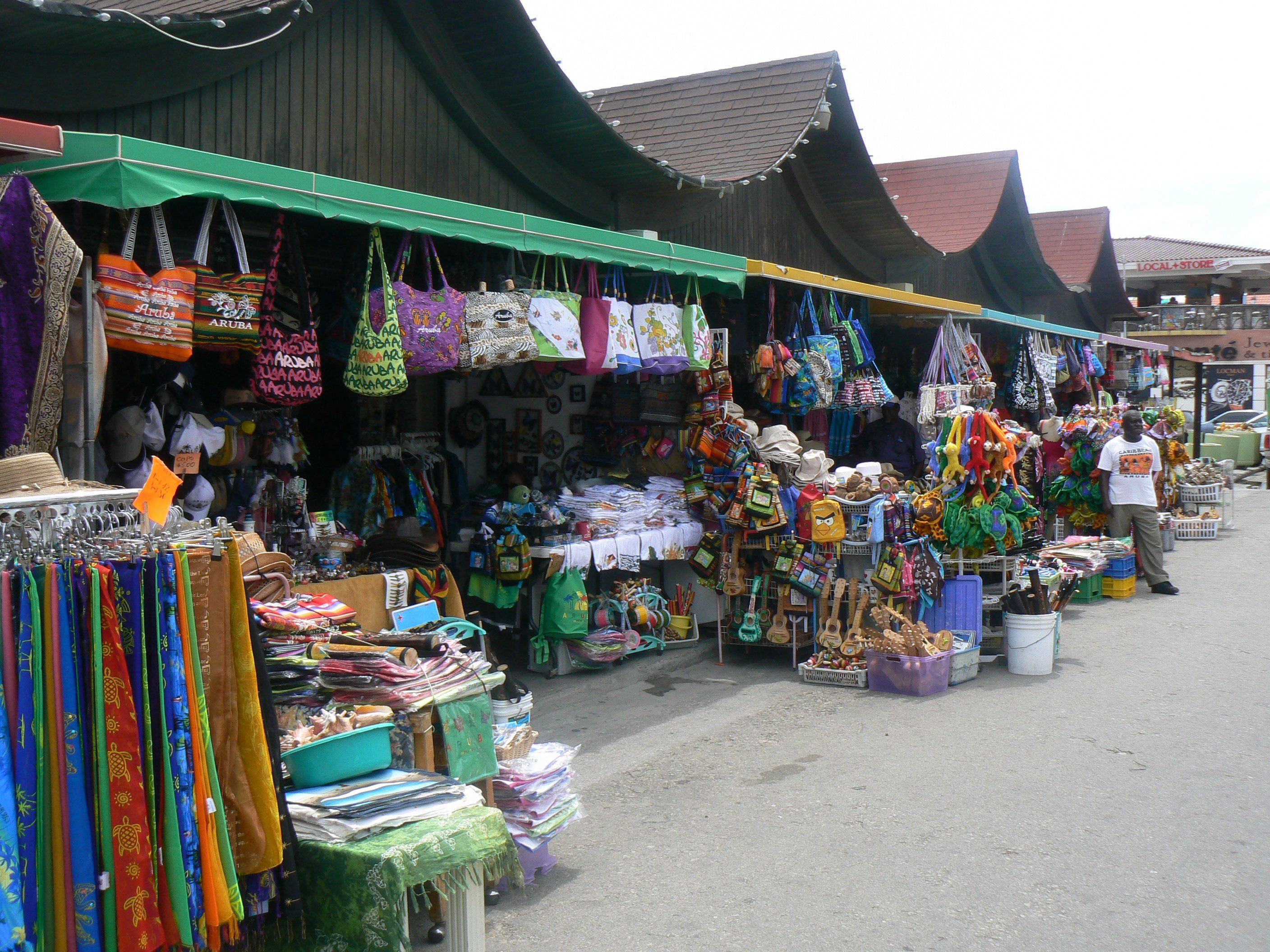
Mercado al aire libre en Oranjestad

Según estimaciones de 2011, Aruba cuenta con una población que asciende a 106 113 habitantes, con una tasa de crecimiento demográfico del 1,34 %. El 47 % de la población total vive en zonas urbanas, siendo la capital, Oranjestad, la ciudad más poblada (33 000 habitantes).

### Etnias
La mayoría de la población es de ascendencia mestiza, descendiente de los europeos (neerlandeses y españoles), arahuacos y africanos. Los arahuacos eran los nativos de la isla y se les permitía el pastoreo y la ganadería en la época de dominación neerlandesa. A pesar de que no existen indígenas arahuacos actualmente, la herencia étnica es muy visible, siendo una de las más fuertes en el Caribe. Recientemente han llegado inmigrantes de América Continental y de las islas del Caribe en busca de trabajo. En la isla conviven más de 90 nacionalidades.
Según el Monitor de Salud de Aruba de 2013 un 34% de su población nació fuera de la isla, las principales nacionalidades de extranjeros en Aruba por orden de importancia consistían en personas de Colombia (26,9%),Países Bajos (12.7%), República Dominicana (11.9%), Venezuela,Curazao, Haití, Surinam, Perúy China.

### Idiomas

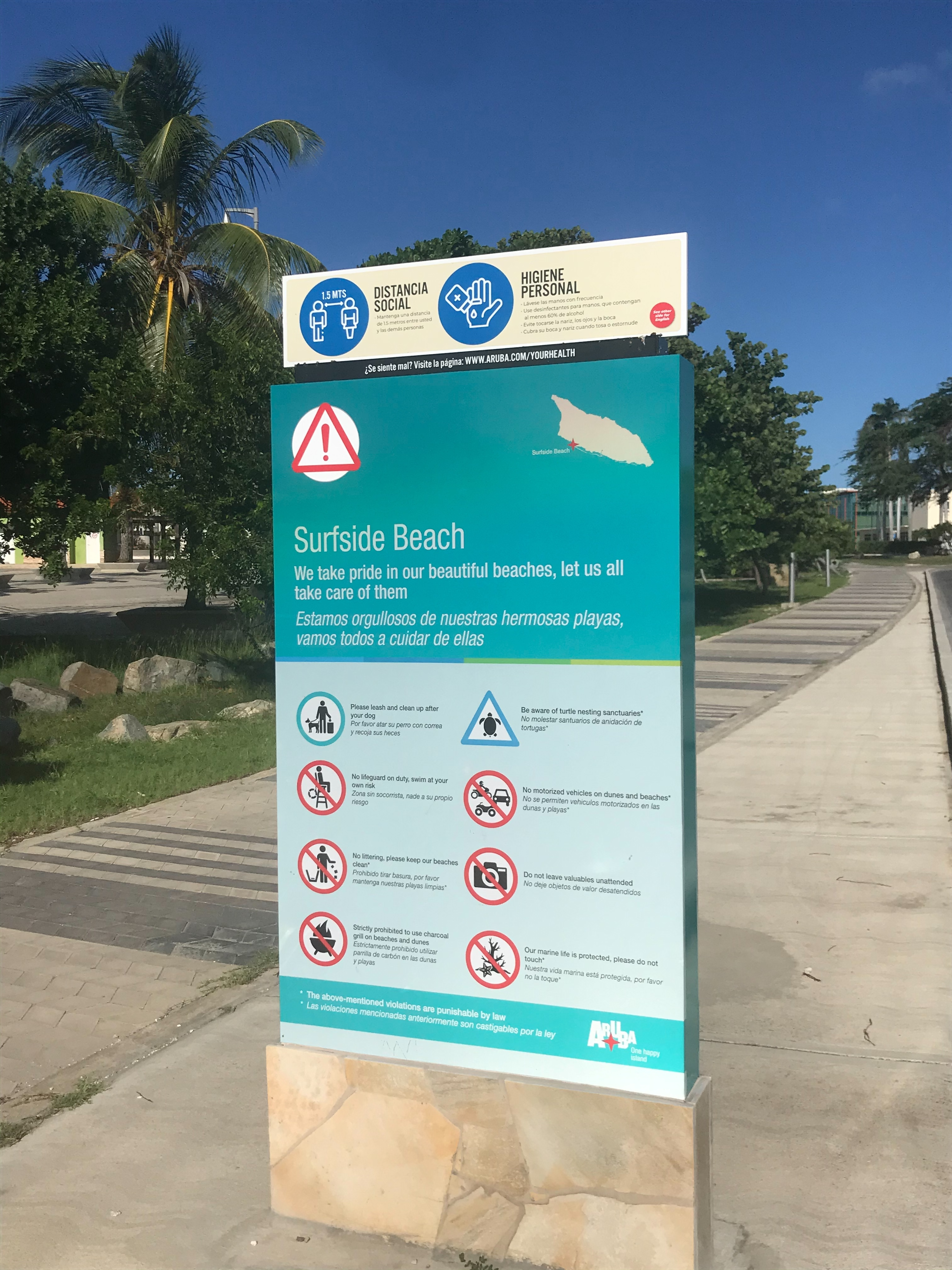
Aviso de 2020 sobre el Covid escrito en inglés y español en Oranjestad, Aruba

Impera el multilingüismo, donde la mayoría de la población sabe hablar al menos cuatro idiomas (papiamento, neerlandés, español e inglés). Al igual que en las islas de las Antillas Neerlandesas, los idiomas oficiales son el papiamento (mezcla de español y afroportugués) y el neerlandés, este último es el idioma de instrucción en escuelas y de trabajo del gobierno siendo el cuarto idioma más hablado ya que su uso cotidiano es limitado con solo 5300 personas que lo tienen como lengua materna.
En 2020, la población usa como lenguas principales las siguientes: [cita requerida]
- Papiamento (oficial y lengua nacional) por el 63,2 %
- Español 23.3 % (importante por su cercanía con Venezuela, enseñado en las escuelas desde el 5.º grado)
- Inglés (importante por el turismo, enseñado en las escuelas desde el 4.º grado) el 7,7 %
- Neerlandés (oficial usado en la administración pública) el 5,8 %

### Religión

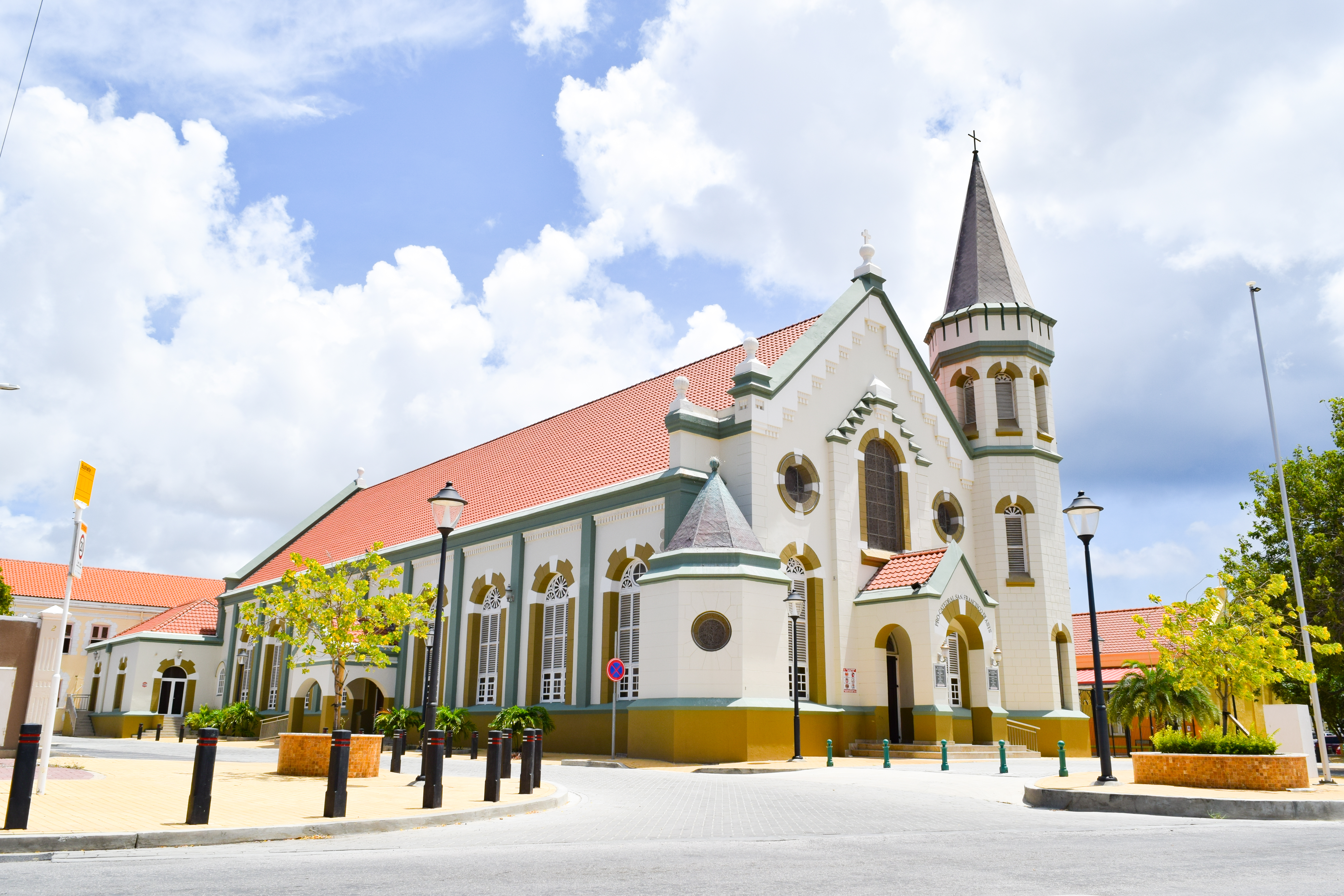
Iglesia católica de San Francisco de Asís

La mayoría de la población es cristiana, principalmente católica
- Católicos - El 80,8 %
- Evangélicos - El 4,1 %
- Otros protestantes - El 2,5 %
- Testigos de Jehová - El 0,8 %
- Metodistas - El 1,2 %
- Judíos - El 0,2 %
- Otros - El 5,1 %
- No especificado o desconocido - 5,3 % (censo de 2000)

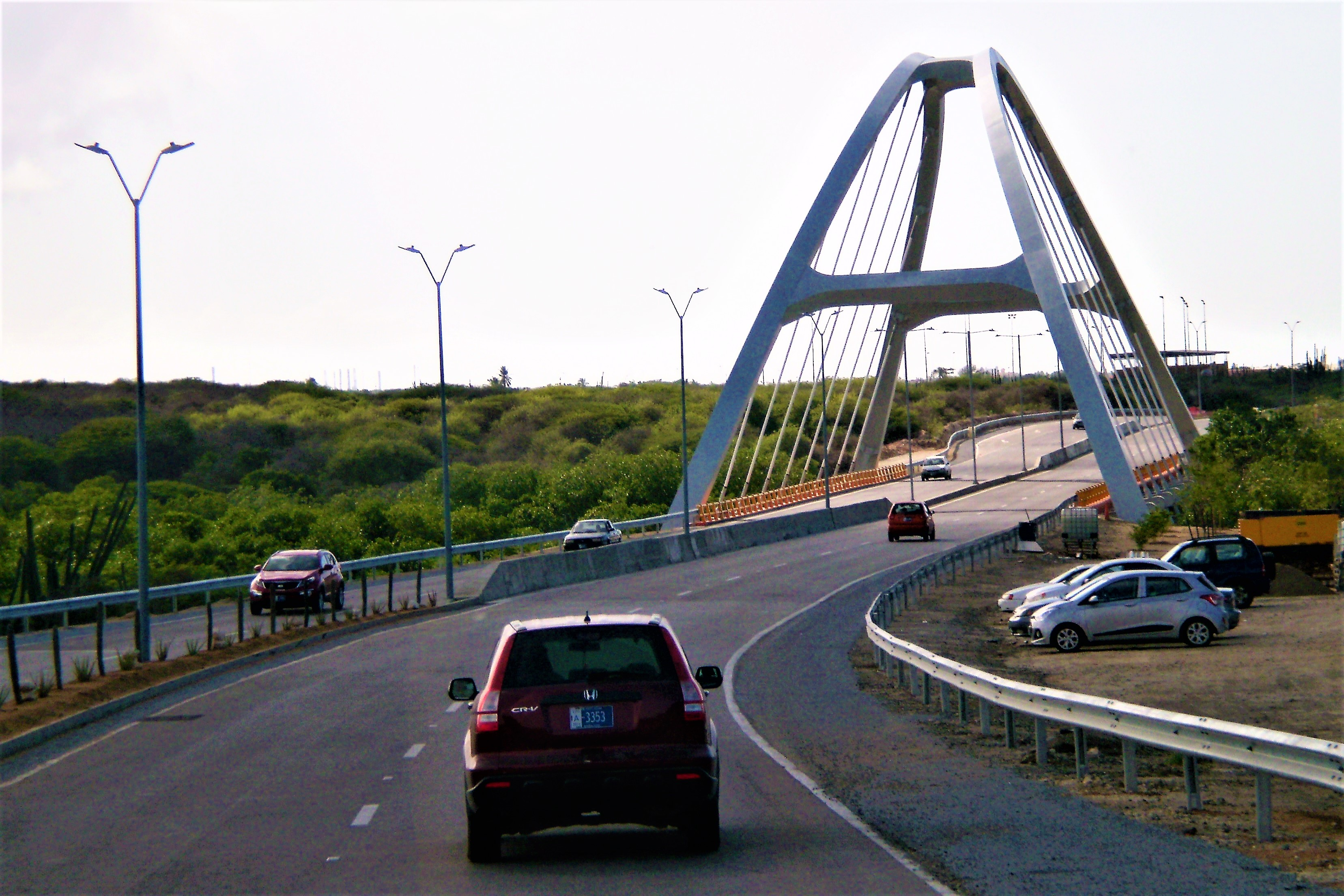
Puente de Spaans Lagoen, que une Oranjestad con San Nicolás.

### Regiones
Para propósitos del censo, Aruba está dividida en 8 regiones, las cuales no tienen funciones administrativas:
| Nombre                         | Área (km²) | Población Censo de 1991 | Población Censo de 2000 | Población Censo de 2010 |
| ------------------------------ | ---------- | ----------------------- | ----------------------- | ----------------------- |
| Norte (Noord) / Tanki Leendert | 34,62      | 10 056                  | 16 944                  | 21 495                  |
| Oranjestad Oeste (West)        | 9,29       | 8779                    | 12 131                  | 13 976                  |
| Oranjestad Este (Oost)         | 12,88      | 11 266                  | 14 224                  | 14 318                  |
| Paradera                       | 20,49      | 6189                    | 9037                    | 12 024                  |
| San Nicolás Norte (Noord)      | 23,19      | 8206                    | 10 118                  | 10 433                  |
| San Nicolás Sur (Zuid)         | 9,64       | 5304                    | 5730                    | 4850                    |
| Santa Cruz                     | 41,04      | 9587                    | 12 326                  | 12 870                  |
| Savaneta                       | 27,76      | 7273                    | 9996                    | 11 518                  |
| Total                          | 178,91     | 66660                   | 90 506                  | 101 484                 |

### Educación
El sistema educativo de Aruba sigue el modelo del sistema educativo neerlandés. El gobierno de Aruba financia el sistema educativo nacional público.

Las escuelas son una mezcla de públicas y privadas, incluyendo la Escuela Internacional de Aruba, el Schakel College y principalmente el Colegio Arubano.

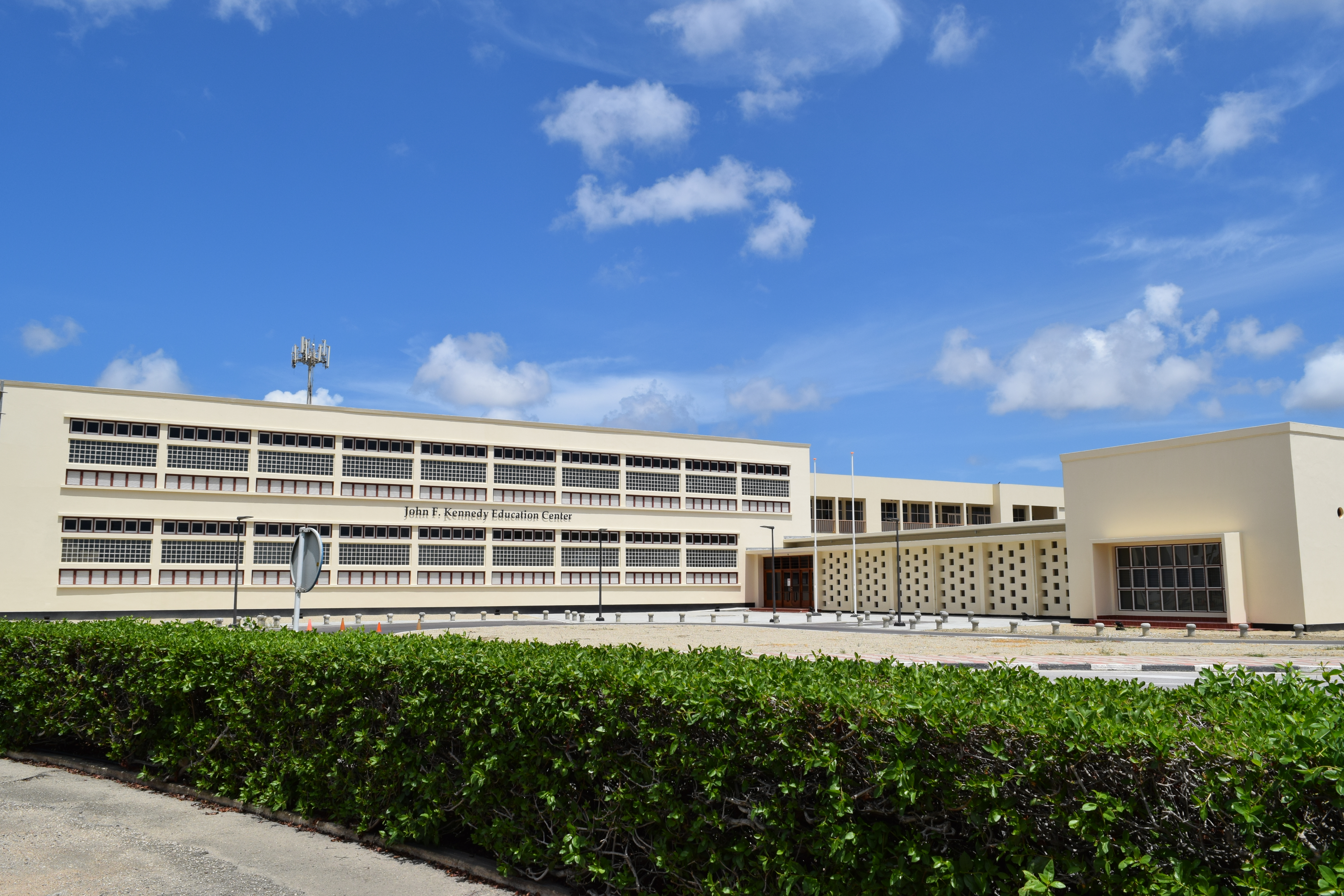
Sede del Departamento de Educación de Aruba (Departamento di Enseñansa)

Hay tres facultades de medicina, la Escuela de Medicina de la Universidad Americana de Aruba (AUSOMA), la Escuela de Medicina de la Universidad Aureus y la Escuela de Medicina de la Universidad Xavier, así como su propia universidad nacional, la Universidad de Aruba.

### Salud
La isla cuenta con un solo hospital, el Hospital Dr. Horacio E. Oduber. Desde 2001, Aruba tiene un seguro de salud general (AZV) para toda la población. En 2009, la esperanza de vida al nacer en el mundo era de 68 años, 57 años en los países de bajos ingresos y 80 años en los de altos ingresos. En Aruba, en 2010, la esperanza de vida al nacer era de 76,9 años. Se esperaba que las mujeres vivieran 6,1 años más que los hombres, llegando a vivir 79,8 años, en comparación con 73,9 años en los hombres.
Desde la década de 1960, cuando la esperanza de vida se calculó por primera vez para Aruba, esta ha conocido un aumento constante hasta el final del siglo XX y el comienzo del siglo XXI, cuando la esperanza de vida en Aruba cayó por un año.
Para el período comprendido entre 2000 y 2010, las principales causas de muerte de la población de Aruba son las enfermedades del sistema circulatorio, que abarcan el 33% del total de muertes durante el período mencionado. Las enfermedades de esta categoría incluyen la cardiopatía isquémica (CI), la enfermedad vascular cerebral (EVC) y las cardiopatías pulmonares, entre otras. La segunda causa de muerte son las neoplasias, que representan el 25% del total de muertes registradas en el periodo indicado.
Según los datos del censo, en 2010, el 31,8% de la población de Aruba sufría al menos una condición de salud crónica de salud crónica.

## Cultura

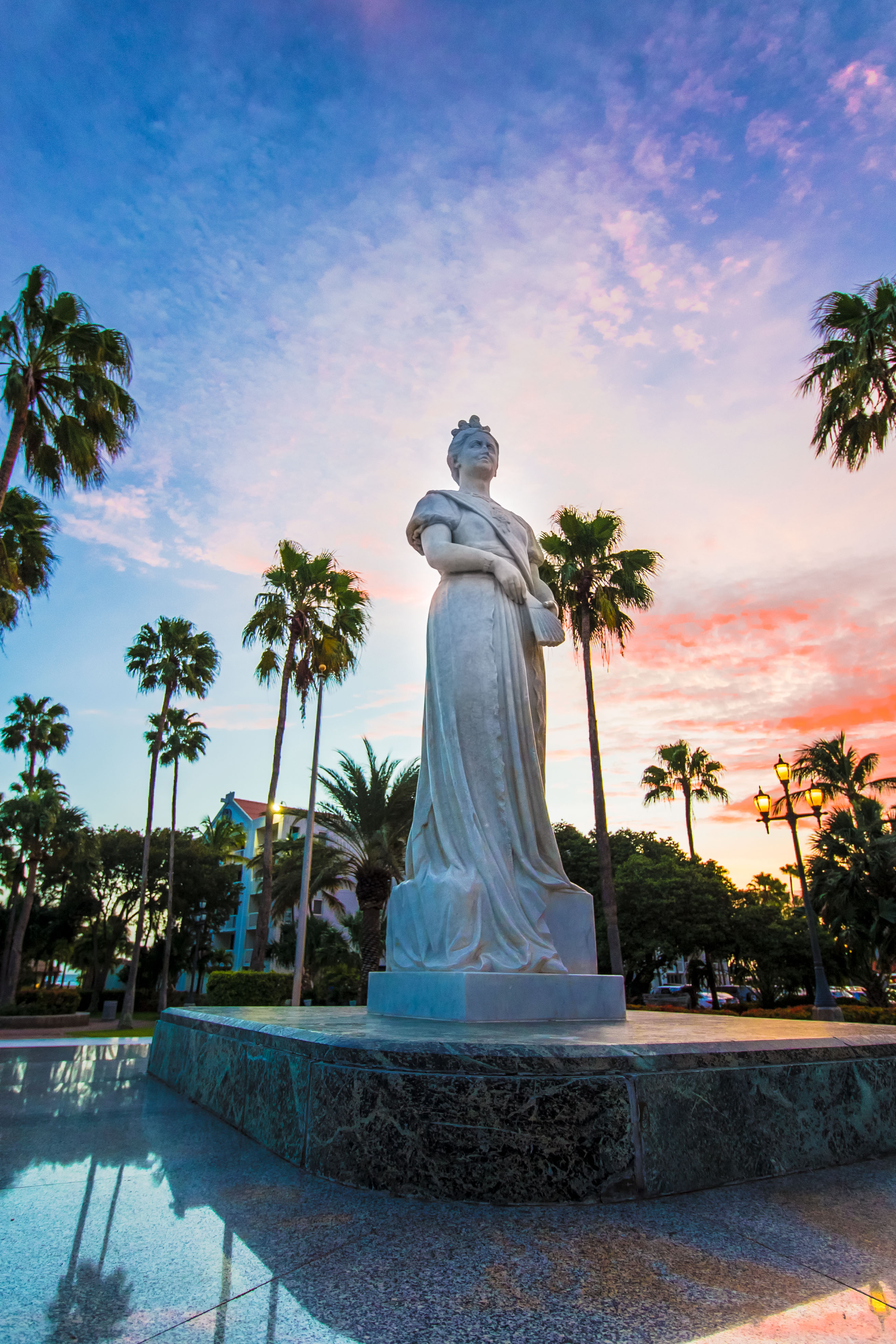
Estatua de la Reina Guillermina, declarado Patrimonio cultural

Los orígenes de la población y la localización de la isla arubeña, han dado lugar a una mezcla de culturas. La influencia neerlandesa es visible, la mayoría de la población es de origen mixta neerlandés e indígena. El Carnaval de Aruba es una de las festividades más importantes de la isla, y también otra festividad importante es el Día de San Juan (Dia di San Juan); ambas celebraciones son conocidas por su música y colorido.
Aruba tiene una cultura variada. Según el Bureau Burgelijke Stand en Bevolkingsregister (BBSB), en 2005 vivían en la isla noventa y dos nacionalidades diferentes. La influencia neerlandesa aún puede verse, como en la celebración de "Sinterklaas" los días 5 y 6 de diciembre y otras fiestas nacionales como el 27 de abril, cuando en Aruba y el resto del Reino de los Países Bajos se celebra el cumpleaños del Rey o "Dia di Rey" (Koningsdag).
El 18 de marzo, Aruba celebra su Fiesta Nacional. La Navidad y el Año Nuevo se celebran con la música y las canciones típicas de las gaitas para la Navidad y el Dande para el Año Nuevo, y con ayaca, (Hallaca en Venezuela) ponche crema, jamón y otras comidas y bebidas típicas (que también son populares en Venezuela). El 25 de enero se celebra el cumpleaños de Betico Croes. El 24 de junio se celebra el Día de San Juan. Además de la Navidad, las fiestas religiosas de la Ascensión y el Viernes Santo también son festivas en la isla.
El turismo procedente de Estados Unidos ha aumentado recientemente la visibilidad de la cultura estadounidense en la isla, con celebraciones como Halloween en octubre y el Día de Acción de Gracias en noviembre.

### Carnaval
La fiesta del Carnaval también es importante en Aruba, al igual que en muchos países caribeños y latinoamericanos. Su celebración en Aruba comenzó en los años 50, influenciada por los habitantes de Venezuela y de las islas cercanas (Curazao, San Vicente, Trinidad, Barbados, San Martín y Anguila) que venían a trabajar a la refinería de petróleo. Con el paso de los años, la celebración del Carnaval ha cambiado y ahora comienza desde principios de enero hasta el martes anterior al Miércoles de Ceniza, con un gran desfile el último domingo de las fiestas (el domingo anterior al Miércoles de Ceniza).

### Fiesta nacional
El 18 de marzo es la fiesta nacional de Aruba, el Día del Himno y la Bandera (en papiamento: Dia di Himno y Bandera). El 18 de marzo de 1948 se dio el primer impulso a la independencia de Aruba mediante una petición. En 1976 se celebró por primera vez este día y también se aceptó oficialmente el himno (Aruba Dushi Tera) y la bandera.

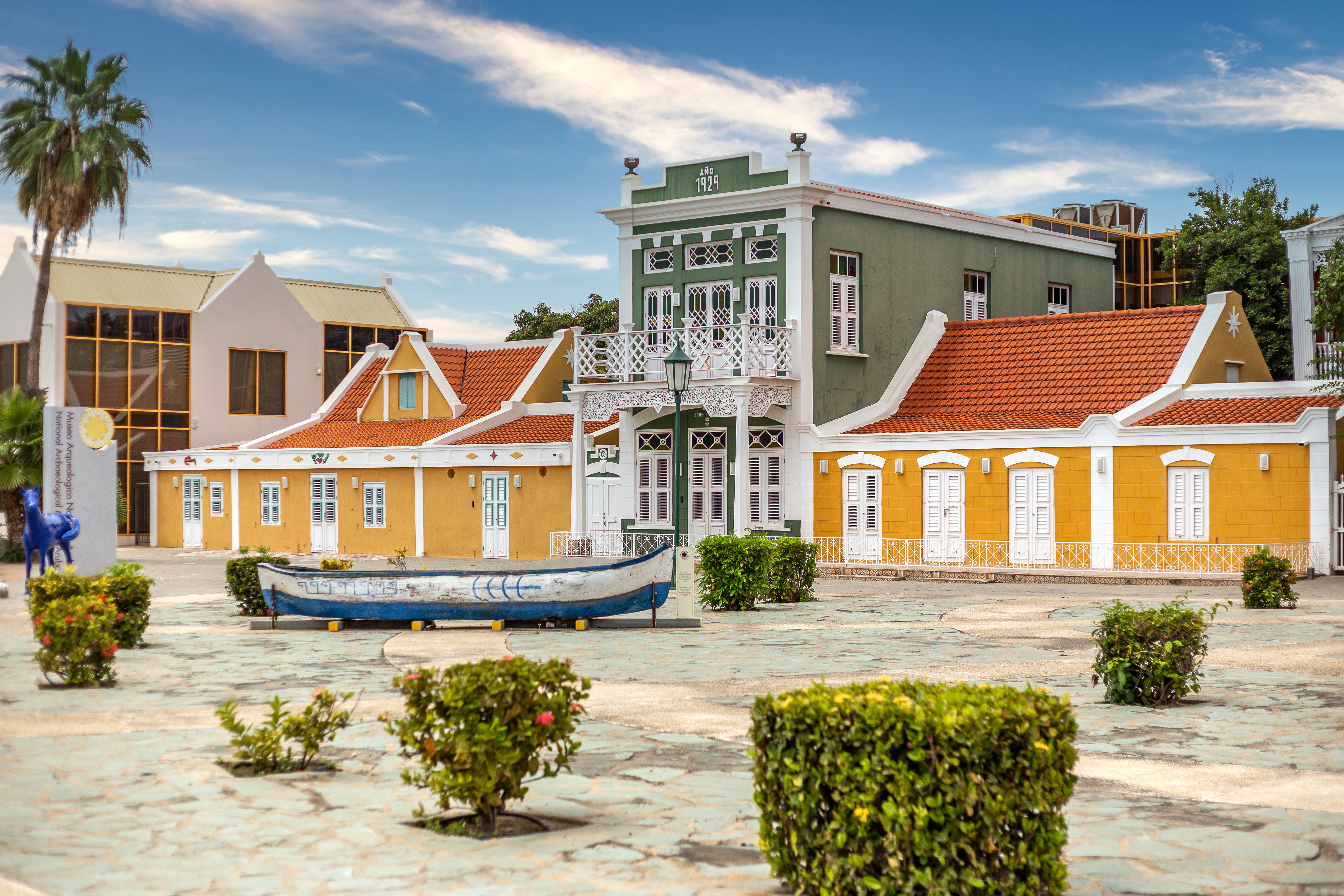
Museo Arqueológico de Aruba

### Símbolos nacionales
Los hitos formales y menos formales de la isla nación pueden adquirir el estatus de símbolo nacional. El árbol de Dividivi y el árbol de Fofoti son símbolos indispensables del paisaje de Aruba. Debido a su especial silueta, las imágenes de estos árboles se utilizan con frecuencia en las campañas de promoción turística. Los símbolos nacionales legales son la bandera de Aruba, el escudo y el himno nacional. Desde 2012, se ha añadido a estos el búho de madriguera de Aruba o Shoco en papiamento, y se ha introducido el Himno Nacional de Aruba.

### Arquitectura
Desde el inicio de la colonización de los Países Bajos hasta principios del siglo XX en la arquitectura en las zonas más habitadas en Aruba tomó la influencia del estilo colonial neerlandés y también algunos elementos españoles de los misioneros católicos presentes en Aruba que se establecieron después también en Venezuela. Después del auge de la industria del petróleo y el sector turístico en el siglo XX el estilo arquitectónico de la isla incorporó una influencia más estadounidense e internacional. Además todavía se observa elementos del estilo Art Deco en varios edificios en San Nicolás. Por lo que se puede decir que la arquitectura de la isla es una mezcla de la influencia española, neerlandesa, estadounidense y caribeña.

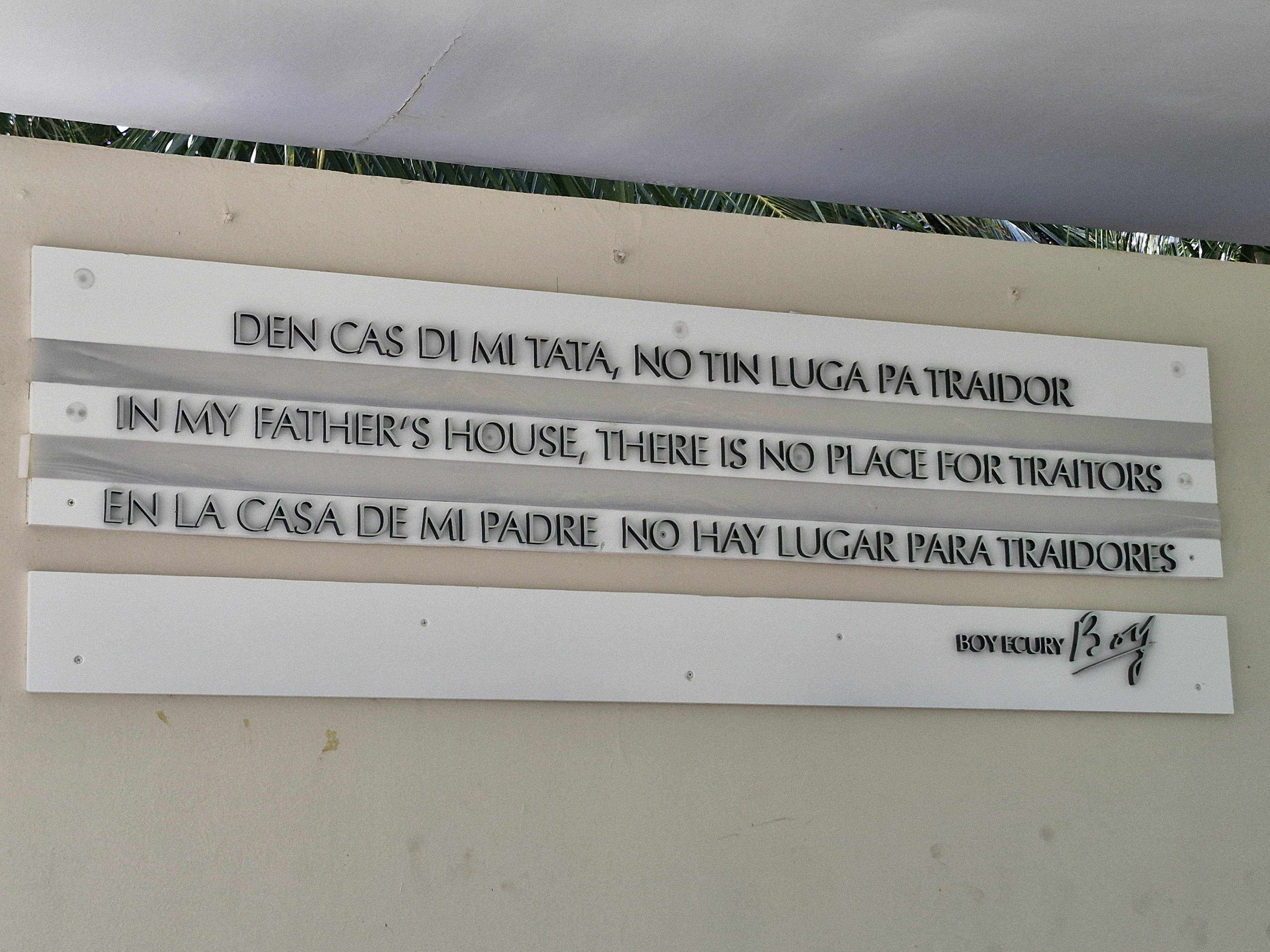
Un mensaje en el Parque Boy Ecury escrito en papiamento de Aruba, inglés y español

### Literatura
La Literatura de Aruba se desarrolló en el contexto de la literatura de las antiguas Antillas Neerlandesas y del Caribe con obras tanto en papiamento, neerlandés, español e inglés. Entre los autores que destacan están Henry Habibe, poeta, escritor y crítico literario, que escribió El compromiso en la poesía afro-antillana de Cuba y Puerto Rico (1985), la poesía en papiamento Yiu di tera (1985) el estudio en neerlandés De spirituele opgang van een Curaçaose dichter; Een verkenning van het poëtisch oeuvre van Luis Daal (1997 literalmente ''El ascenso espiritual de un poeta de Curazao; Una exploración de la obra poética de Luis Daal''), entre otras muchas obras.

Nydia Ecury fue una célebre escritora, traductora y actriz arubeña oriunda de la localidad de Rancho. Publicó cinco colecciones de poesía y tradujo al papiamento obras de teatro de importantes dramaturgos europeos y estadounidenses, contribuyendo a desarrollar el dialecto nativo como lengua cultural. Ganadora de numerosos premios, entre ellos el premio literario Chapi di Plata, Ecury fue distinguida como caballero de la Orden de Orange-Nasáu.

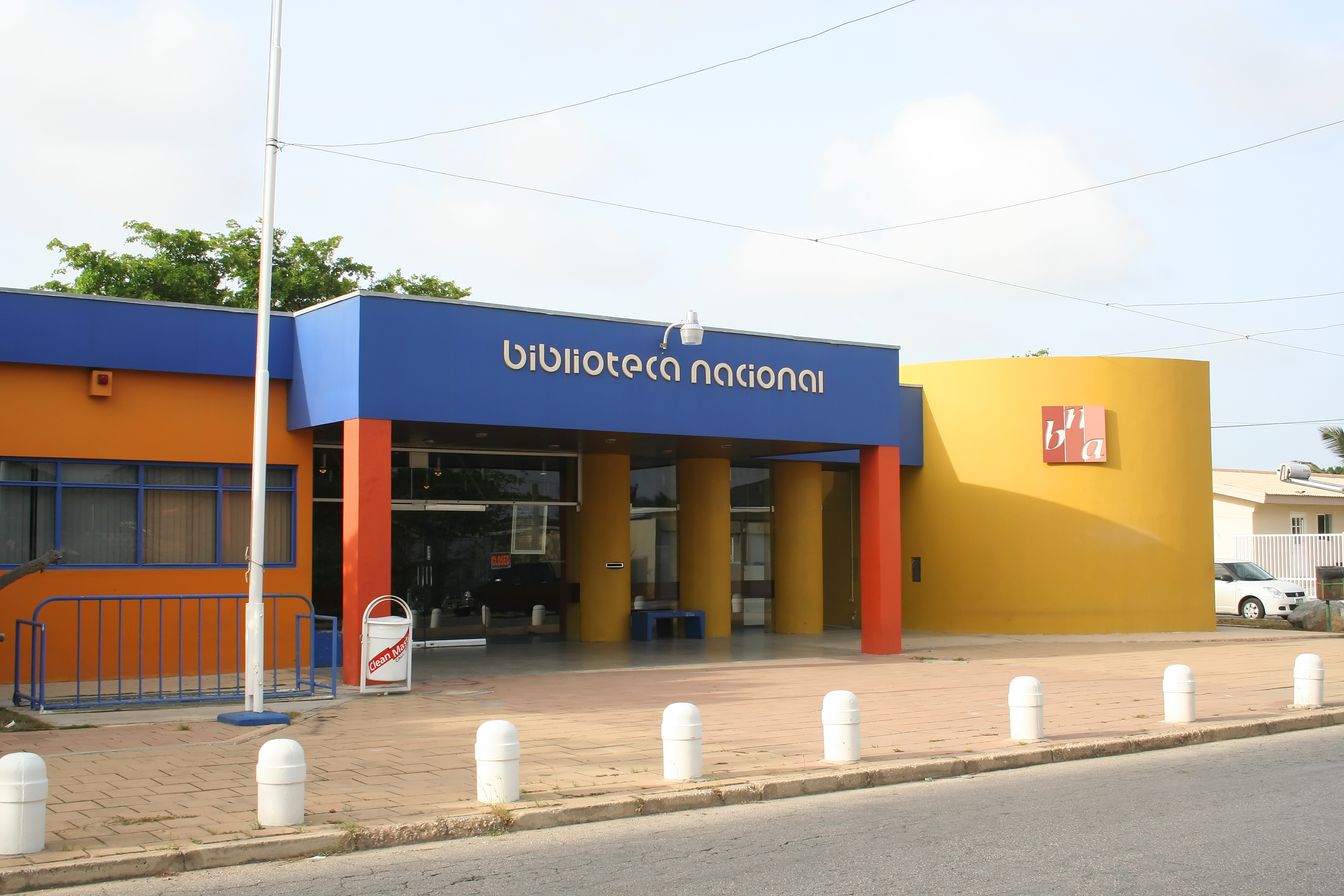
Biblioteca Nacional de Aruba

Algunas de sus traducciones más destacadas son Gay bieuw ta traha sòpi stèrki (1968), que era una interpretación de Cosas de mamá y papá, de Alfonso Paso; Mentira na granèl (1968), una traducción de Il bugiardo, de Carlo Goldoni; E Rosa Tatuá (1971), una interpretación de El tatuaje de la rosa, de Tennessee Williams; y Romeo i Julieta (1991), basada en Romeo y Julieta, de Shakespeare. La representación de estas obras estimuló a otros autores nativos a crear nuevas obras que propagaran el papiamento como lengua de expresión cultural.
A principios de la década de 1980, Ecury escribió y tradujo para uso escolar, cuentos para niños en papiamento y ocupó un puesto de asesora en el Departamento de Educación de Aruba, que continuó hasta 1987. En 1984, escribió junto con Jenny Fraai Di A te Z: Ortografia ofisial di Papiamentu (De la A a la Z: Ortografía oficial del papiamento).
La Biblioteca Nacional de Aruba tiene sedes en Oranjestad y San Nicolás, posee centro de copiado, centros de lectura, centro de información digital, espacios para actividades para niño y una vasta colección de periódicos, revistas y libros locales y extranjeros

## Música y Danza
En Aruba, la música desempeña un papel importante no solo en los días festivos, sino también durante el periodo de carnaval y las celebraciones informales. Como la isla es tan pequeña, la música de Aruba tiene ricas influencias de África, Europa y América Latina. Sin embargo, los músicos han dotado a la música de un sonido distintivo arubano/antillano, por lo que no es lo mismo.
El Carnaval en Aruba dura unos dos meses y siempre termina el domingo siguiente al inicio de la Cuaresma. Durante este periodo, la música de carnaval se puede escuchar en todas partes durante todo el día.

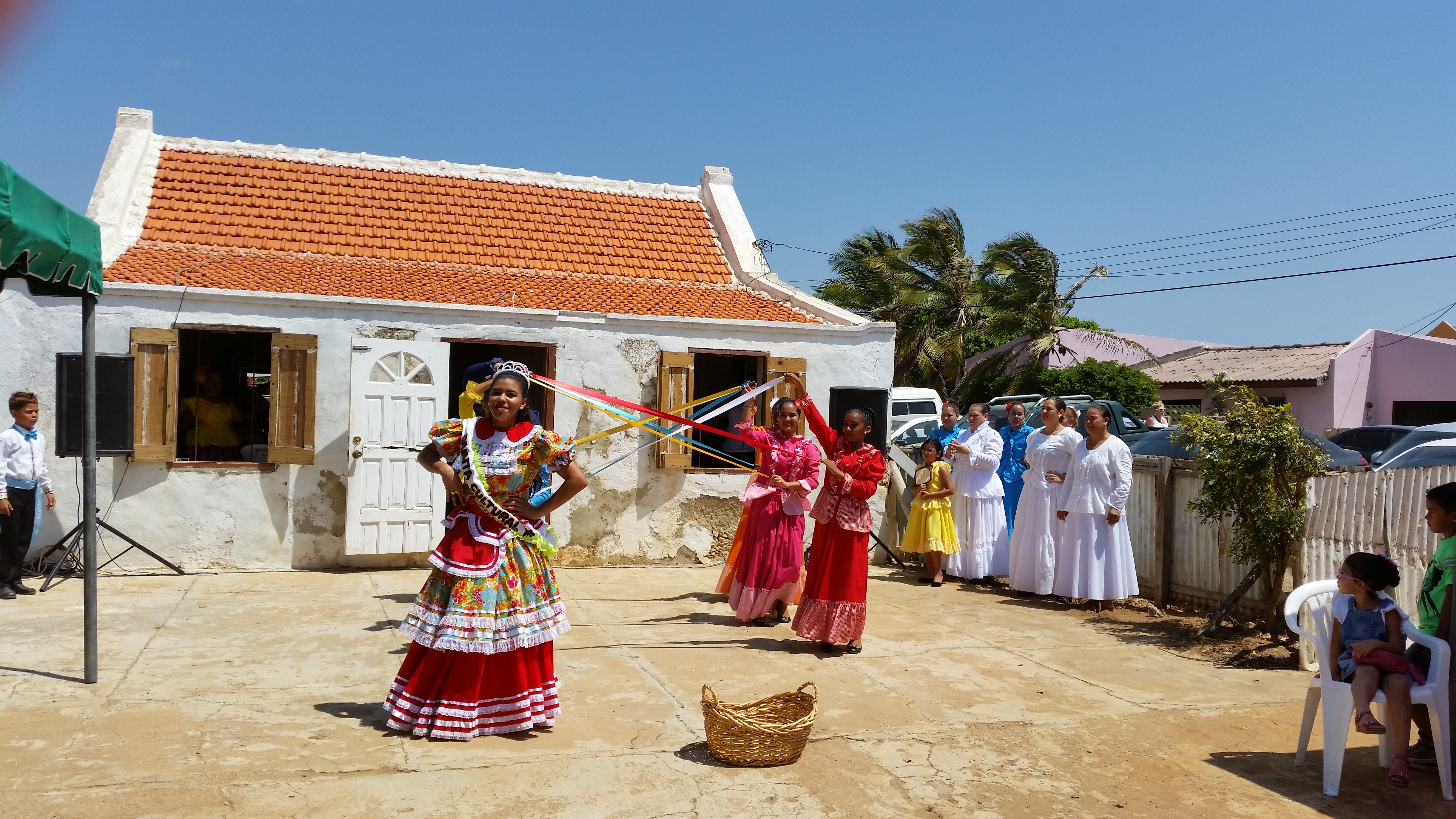
Baile di Cinta o Baile de la Cintas de origen europeo es un baile tradicional también en Aruba

### Calipso
El calipso se desarrolló por primera vez en Trinidad a finales del siglo XVIII y posteriormente se adoptó en Aruba. El calipso es un género tranquilo, y comenta la vida en Aruba de forma satírica y cómica. Las canciones se cantan indistintamente en inglés y en papiamento.

### Roadmarch
La Roadmarch también es originaria de Trinidad. Este es un poco más rápido y alegre, y las letras y melodías son realmente pegadizas. Siempre hay movimientos o bailes de acompañamiento que hacen que sea aún más divertido bailar durante los desfiles. La Marcha de la Carretera es el "género principal" del carnaval en Aruba y se interpreta con mayor frecuencia en los desfiles de carnaval.
La música de Steelband también forma parte de la música de carnaval, pero también se toca en ocasiones informales. Los tambores de acero se fabrican a partir de bidones de aceite vacíos y se les hacen abolladuras para que cada abolladura dé un tono diferente al tocarlo. El tamaño del tambor también juega un papel importante. La steel band está formada por unas 10 personas, que pueden tocar entre uno y seis tambores de acero cada una.

### Bandas
Las bandas de música está formada por todo tipo de tambores pequeños y grandes y algunos instrumentos de viento. En realidad, el nombre de banda de música no es del todo correcto, ya que la batería es más importante que los propios instrumentos de metal. La Aruban Brass Band suena completamente diferente a las europeas; tiene ritmos africanos muy marcados. En Aruba, un desfile de carnaval suele comenzar con la banda de música.

### Tumba

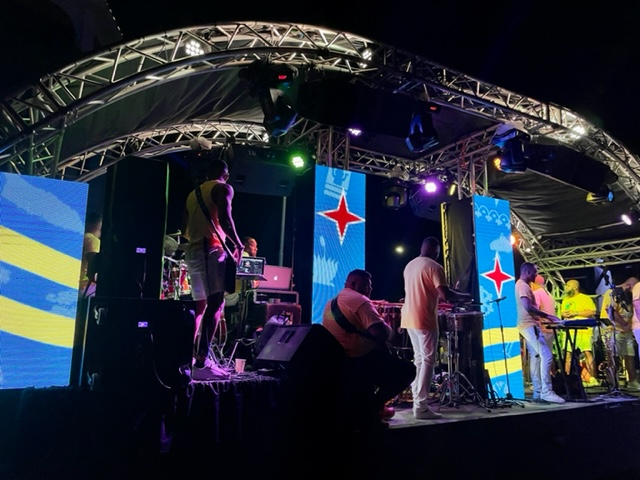
Una Banda musical tocando en la Parada di Luz (Desfile de la Luz) durante el Carnaval de Aruba

En Curazao, la tumba es el género más importante durante el Carnaval. La tumba se originó en Curazao, pero naturalmente también es un género importante en Aruba durante el carnaval. El calipso y la marcha de carretera tienen un sonido muy diferente al de la tumba. La tumba es claramente un género de baile de ritmo africano que llegó a las Antillas Neerlandesas en la época de la esclavitud. Además, la tumba no solo se identifica con el carnaval, sino que es un género que se puede escuchar durante todo el año.

### Gaita
Noviembre es el momento de las Gaitas. La gaita es originalmente un tipo de música folclórica del oeste de Venezuela con raíces indígenas. Se introdujo en Aruba en la década de 1960 y ha sido muy popular desde entonces. Con el paso del tiempo, recibió la influencia de la salsa y el merengue, entre otros. Al principio, las Gaitas solo cantaban sobre temas tradicionales de Navidad, pero ahora otros temas, como el amor, también forman parte del repertorio. Los instrumentos originales son el wiri, los tambores y la cuarta. Ahora las trompetas, el bajo y el piano también forman parte de él. Una veintena de músicos componen el grupo de la Gaita y actúan tanto en actos públicos como privados.

### Dande
En Nochevieja, es una tradición arubeña que grupos de músicos, los Dande, canten "Ai Nobe" de puerta en puerta por toda Aruba para desear a la familia un feliz año nuevo. Los instrumentos utilizados son la cuarta, la guitarra, el acordeón, el wiri y el tambú. El cantante/compositor canta con un sombrero en la mano, en el que se puede poner dinero para los músicos. El Dande también tiene un ritmo africano.

### Vals antillano

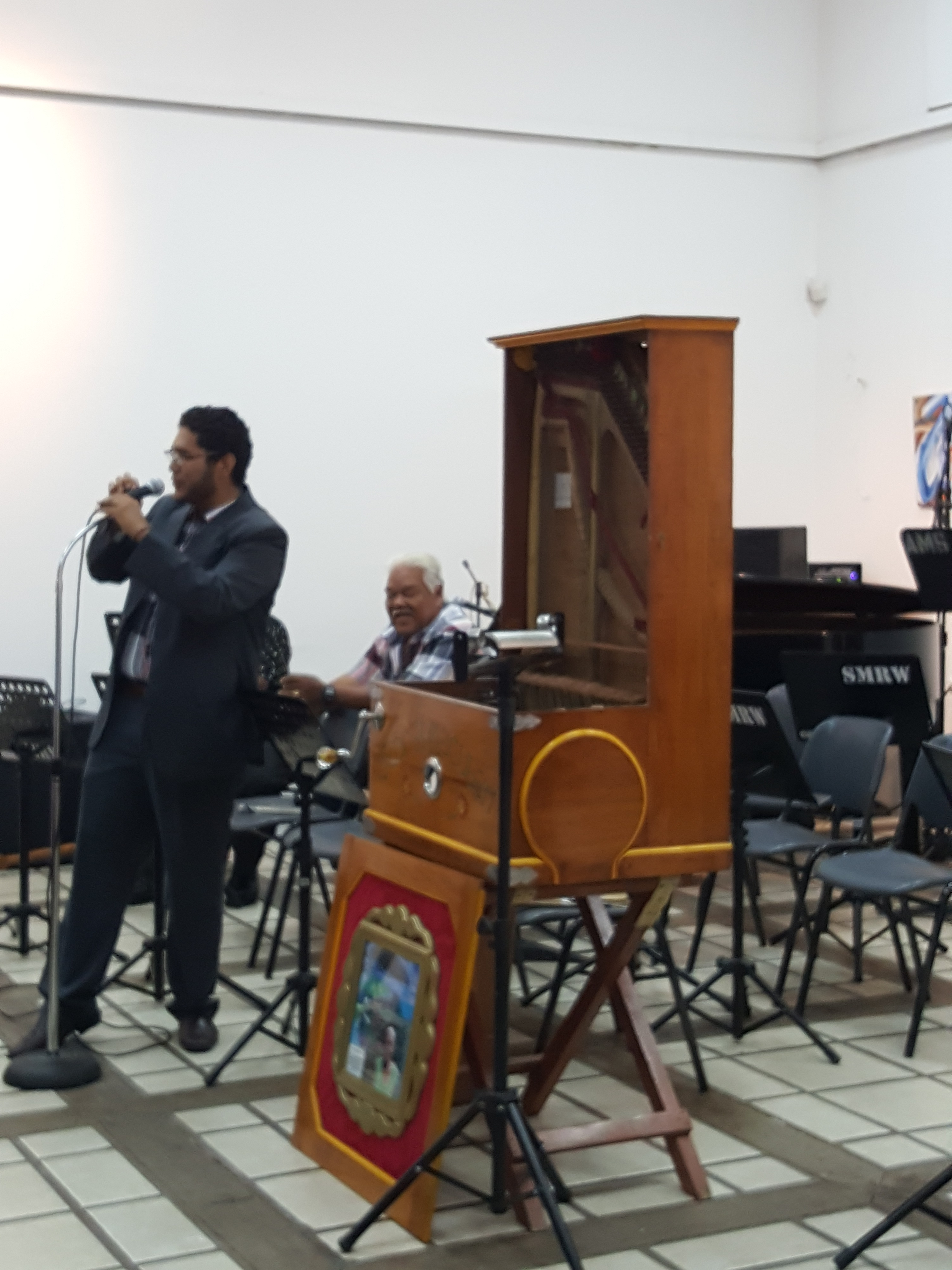
La Caha di orgel o caha di musica (Caja de Orgel o Caja de Música) es un instrumento hibrido que forma parte de la cultura de Aruba

El vals antillano (Antilliaanse wals) tiene su origen en el vals europeo, pero tiene rasgos antillanos. El vals antillano tiene un ritmo más picante y una melodía más libre, lo que le confiere una forma más suave de bailar. Los valses solían regalarse en ocasiones especiales, por lo que se componían especialmente para ese evento.

### Mazurka
La mazurca es originaria de Polonia, pero ya entonces se adaptó ligeramente a algo que sonaba más antillano. Antes se componían más mazurcas, pero ahora solo se baila y se toca en espectáculos.

### Danza
La danza es un nombre colectivo para varias formas de baile de Puerto Rico, República Dominicana, Venezuela, América Central y las Antillas Neerlandesas, entre otros. Distinguimos entre danzas de dos y tres partes. Suelen empezar con una especie de intro, y luego se vuelven más ágiles con un merengue en la siguiente parte. También hay danzas sin introducción. Los dos compositores más importantes de la música clásica de Aruba son Rufo Wever (1917-1977) y Padú Lampe (1925-2019). También compusieron el himno nacional de Aruba, Aruba dushi tera.

### Caha di Orgel
La Caha di Orgel o Caha di Musika (literalmente del papiamento: Caja del Órgano o Caja de Música) es una parte importante del folclore arubano. Ayudó a aumentar la convivencia y también desempeñó un importante papel como conservador de la música local. La música grabada en el cilindro de Caha di Orgel de hace 100 años sigue sonando exactamente igual. Los primeros pianos de cilindro se fabricaron en Alemania y se popularizaron rápidamente en toda Europa.
También se conocen como órgano de piano, órgano de calle u órgano de cilindros, y en Aruba cai' organ, caha di musica o tingilingi box. En realidad, estos nombres de órganos son engañosos porque no se ve ningún tubo de órgano, pero como se deriva de un órgano con cilindros, el nombre ha permanecido inalterado. Es un tipo de instrumento de calle en el que un mecanismo de piano bastante simple se acciona haciendo girar un cilindro provisto de clavijas mediante una manivela.

Los primeros órganos Caha di Orgel llegaron a Aruba a finales del siglo XIX y no pasó mucho tiempo antes de que la música propia de Aruba se grabara en sus cilindros. En la Caha di Orgel no se pueden tocar todos los tipos de música porque el cilindro solo tiene la mitad de notas que un piano normal. Entre las músicas que se pueden tocar en él están el vals, la mazurca, la danza y la tumba. El conjunto de la Caha di Orgel está formado por el propio órgano, la persona que hace girar la manivela y la que toca el wiri (escofina de metal).

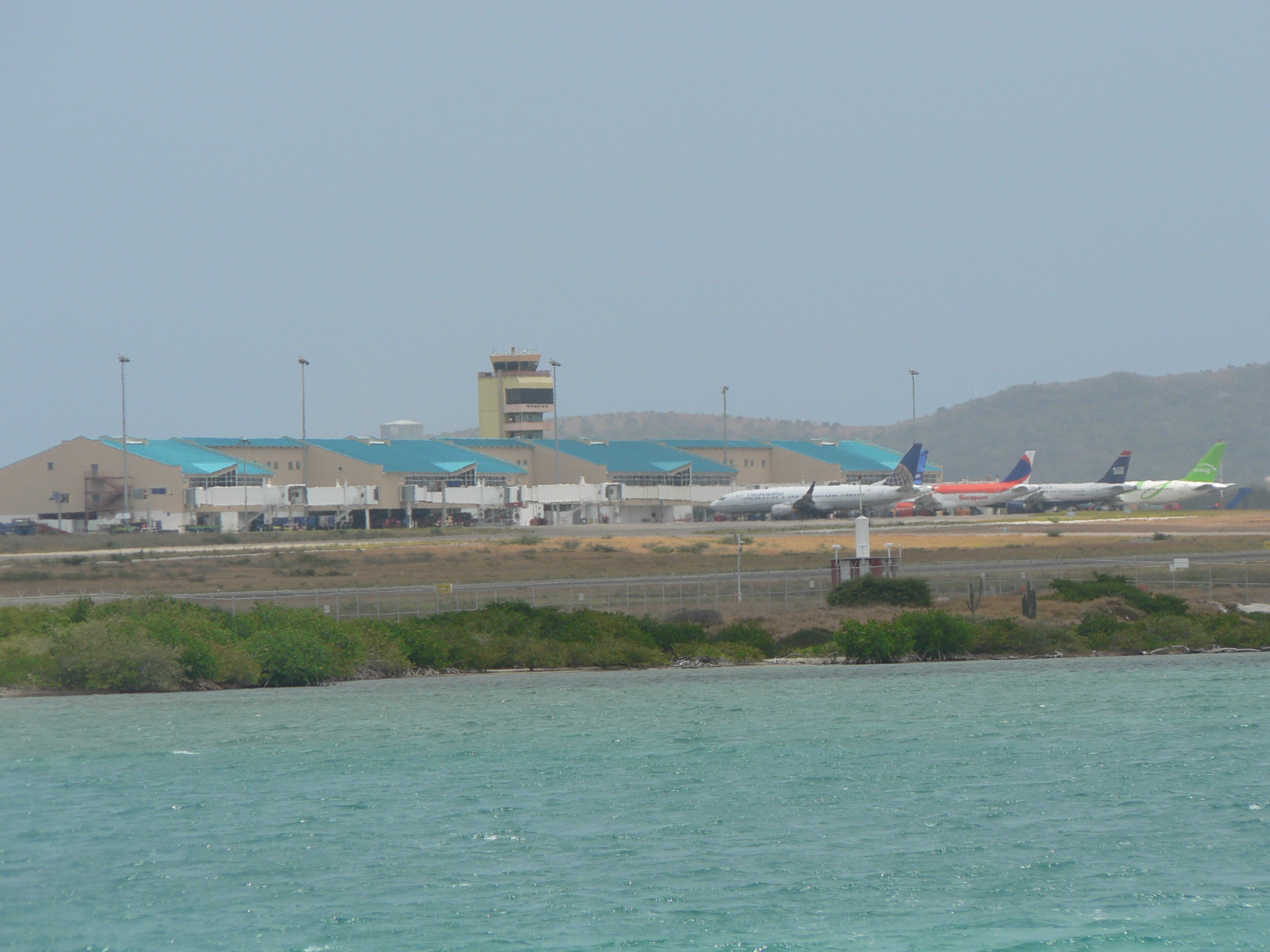
Aeropuerto Internacional Reina Beatriz, Aruba

## Transporte
El Aeropuerto Internacional Reina Beatriz de Aruba se encuentra cerca de Oranjestad. Este aeropuerto tiene vuelos diarios a varias ciudades con destinos en los Estados Unidos: San Juan, Puerto Rico; Miami, Florida; Chicago, Illinois; Filadelfia y Pittsburg, Pensilvania; Houston, Texas; Atlanta, Georgia; Charlotte, Carolina del Norte; Washington D. C.; Nueva York; y Boston, Massachusetts. Además, hay vuelos con destino a Toronto (Ontario, Canadá) y Sudamérica, con vuelos diarios a los aeropuertos internacionales de Venezuela (Punto Fijo, Maracaibo, Barquisimeto, Valencia y Maiquetía), Colombia, Perú, Brasil, Alemania, Francia, España, Reino Unido y la mayor parte de Europa a través del Aeropuerto de Ámsterdam-Schiphol (Países Bajos). También cuenta con vuelos directos a Italia, que comenzaron en noviembre de 2008.
El transporte en autobuses públicos de Aruba está a cargo de Arubus, una compañía estatal que opera de 3:30 a. m. hasta las 12:30 a. m. los 365 días del año. También se cuenta con un servicio de furgonetas privadas que proporcionan servicios de transporte en ciertas zonas como la zona de los hoteles, San Nicolaas, Santa Cruz y Noord.

### Puertos

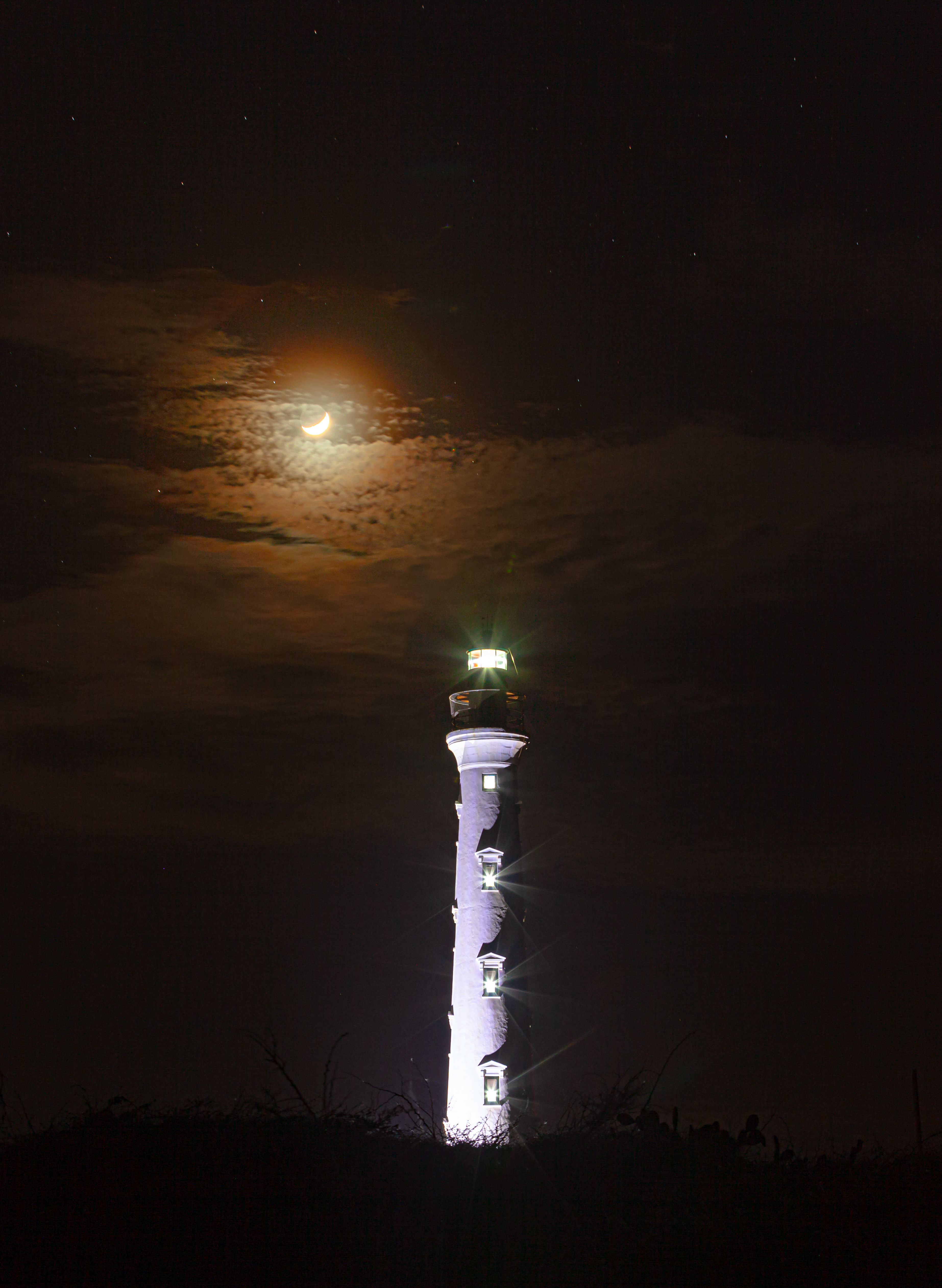
Faro California, punto extremo norte y oeste de Aruba.

Aruba tiene cuatro puertos: Barcadera, puerto de carga, Paardenbaai, terminal de cruceros en Oranjestad/Taratata, Commandeurs Baai (Commander's Bay) in Savaneta, y Sint Nicolaas Baai en San Nicolaas. Paardenbaai acoge todas las líneas de crucero, incluyendo Royal Caribbean, Carnival Cruise Lines, NCL, Holland America Line, Disney Cruiseships y muchas más; aproximadamente un millón de turistas entran por este puerto al año. La Autoridad de Puertos de Aruba, gestionada y dirigida por el gobierno de Aruba, es la máxima autoridad en estos puertos. Se trata de una empresa pública de la isla caribeña de Aruba con sede en Oranjestad.
La sociedad de responsabilidad limitada se fundó en 1981 y es propiedad al cien por cien del gobierno de Aruba. La empresa, que emplea a 90 personas, es responsable de los dos puertos de Oranjestad y Barcadera y explota las vías navegables, instalaciones y rutas de transporte correspondientes en la zona portuaria.
La estiba se lleva a cabo tanto en el puerto de cruceros como en el de carga por un contratista privado que tiene un contrato de arrendamiento a largo plazo de los terrenos sobre la base de un acuerdo de concesión con el gobierno de Aruba. El actual operador de estiba es la Aruba Stevedoring Company N.V. (ASTEC), que se encarga de la manipulación completa de la carga, es decir, de la carga y descarga de los buques. El equipo de carga es propiedad de ASTEC
El puerto de Barcadera está situado a unos cinco kilómetros al sureste de las instalaciones portuarias de Oranjestad y cuenta con un muelle de unos 1.200 metros de longitud. En 1999 y 2000, la APA inició la rehabilitación. El puerto se actualizó con las instalaciones adecuadas para manipular carga en contenedores y la mayor parte del tráfico de carga marítima se transfirió del puerto de Oranjestad al de Barcadera. En la actualidad, Oranjestad solo recibe cruceros.
En Bacadera también se cargan y descargan los buques gaseros, petroleros y la mayor parte de los buques RoRo y los volúmenes de carga general. El puerto de Barcadera se está convirtiendo en un puerto de contenedores con zona franca. La construcción de la Terminal Multicarga de Barcadera comenzó a principios de 2014. La concesionaria ASTEC se hace cargo de las inversiones en la infraestructura de la terminal.
La APA también es responsable del desarrollo del antiguo emplazamiento portuario de Oranjestad, cuyo plan maestro fue aprobado por el gobierno de Aruba en 2019 con el nombre de Port City Oranjestad. El terreno situado entre la terminal de cruceros y la playa de Bushiri se va a revitalizar para convertirlo en una zona de ocio, residencial y comercial. Siguiendo el ejemplo de muchas ciudades portuarias de todo el mundo, Port City se convertirá en una atracción para residentes y turistas.

### Transporte público

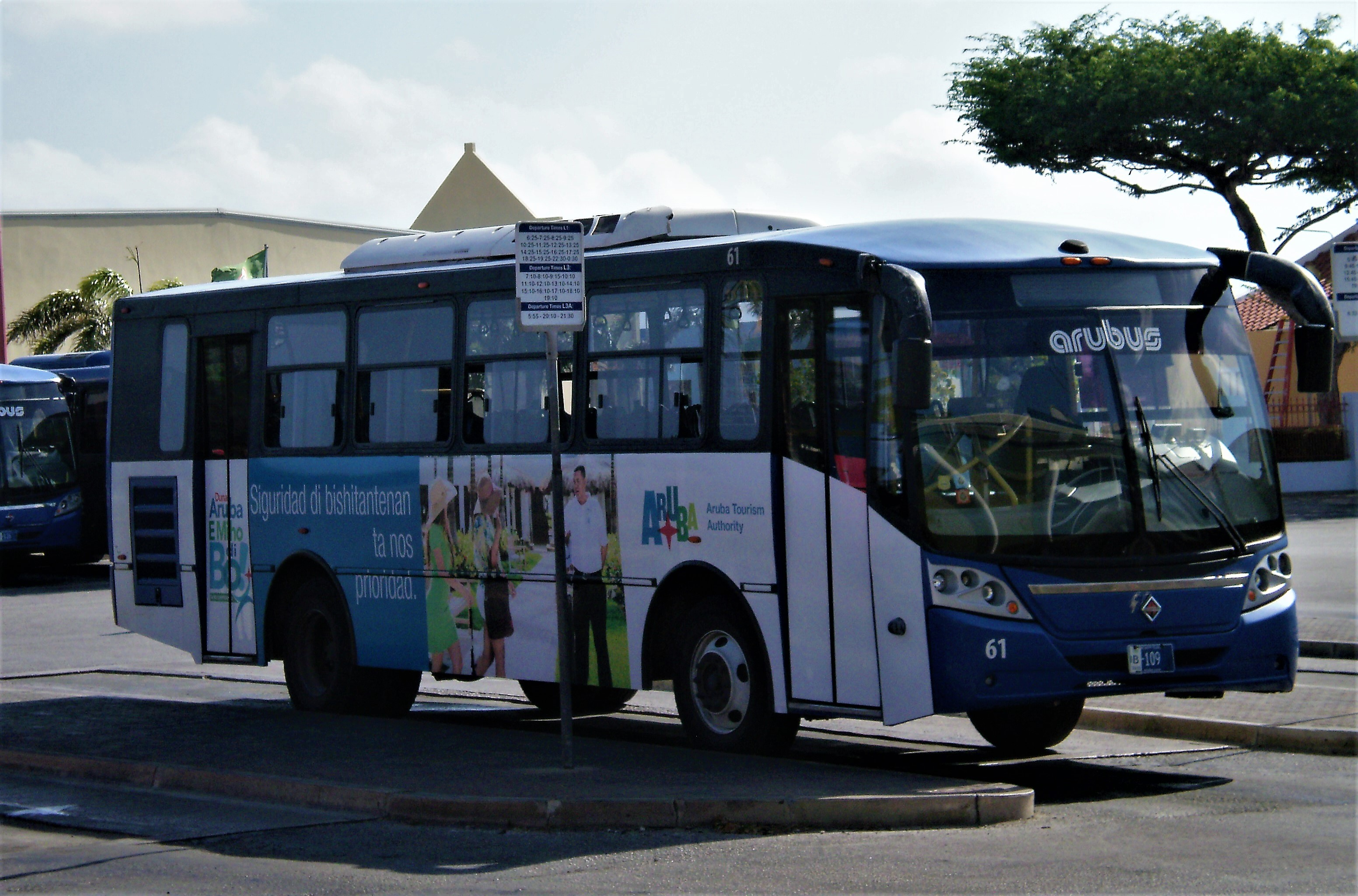
Bus de la empresa Arubus, a cargo del transporte urbano e interurbano dentro de la isla de Aruba.

Arubus N.V. es la mayor empresa de transporte público de pasajeros de la isla de Aruba. La empresa tiene su sede en Oranjestad y es 100% propiedad pública de Aruba.
El 28 de septiembre de 1979 se creó la primera empresa de transporte público con la aprobación del gobierno de Aruba. Llamada entonces West-End Transportation Company, comenzó a transportar pasajeros con una flota de tres autobuses. Posteriormente, el 1 de octubre de 1979, el Gobierno de Aruba creó Arubus N.V. como empresa de transporte propia con 14 autobuses Volvo.
La empresa ofrece servicios diarios programados a las principales zonas de la isla. La flota también se utiliza para el transporte escolar público y se alquila en operaciones de chárter privado. En los últimos 35 años, Arubus ha ampliado su flota desde los 14 autobuses iniciales hasta un total de 42 autobuses nuevos. En total, Arubus opera 18 rutas y 10 rutas de autobuses escolares. Por término medio, Arubus transporta unos 2,7 millones de pasajeros al año (sin contar los servicios de autobús escolar).
Su Flota consiste en
- 12 autobuses Yutong

- 15 autobuses Volvo
- 15 autobuses de otros fabricantes internacionales, como Renault.

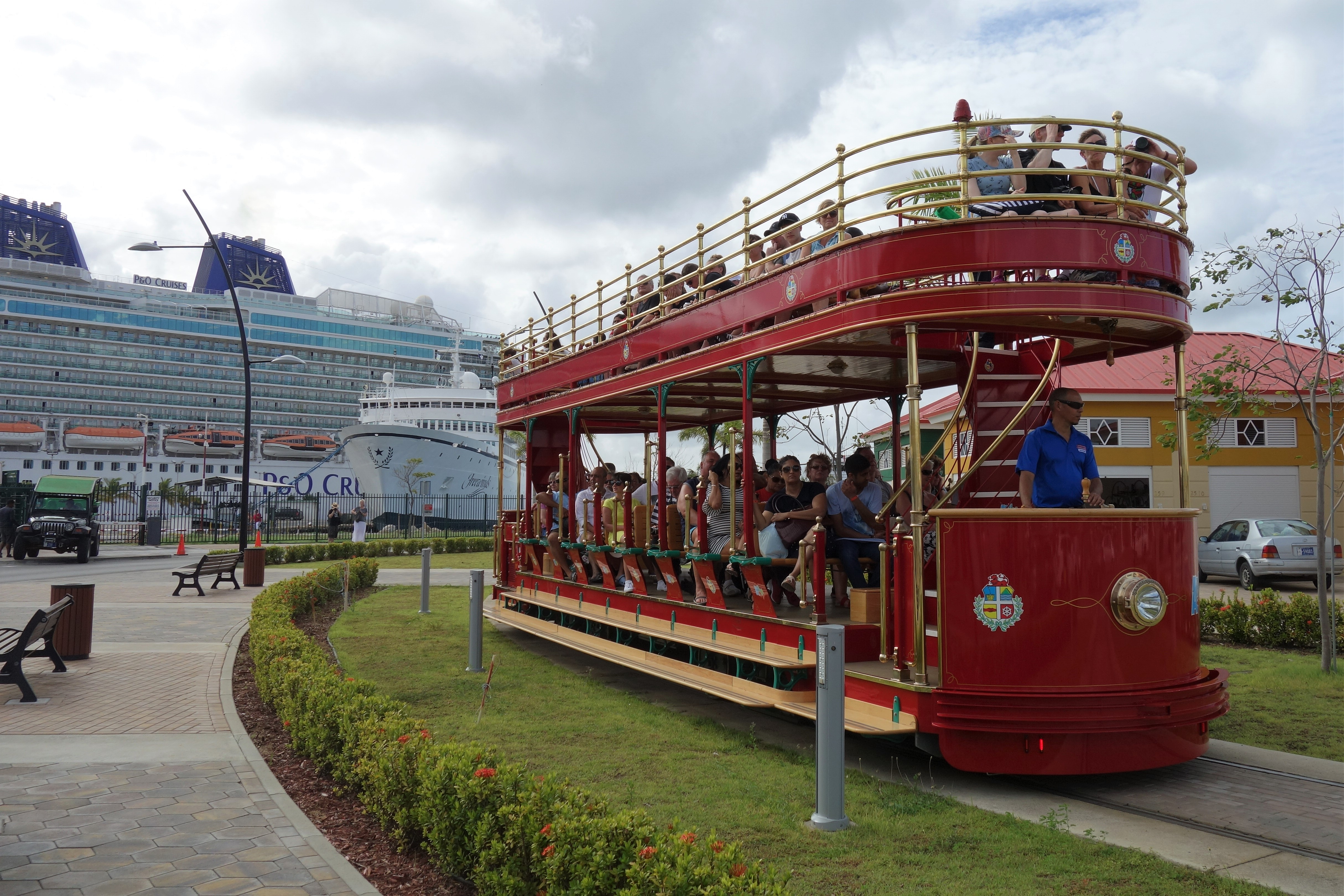
El tranvía turístico de Oranjestad con el crucero Britannia (el más grande del Reino Unido entonces) al fondo

### Tranvía
El 19 de febrero de 2013, Arubus puso en marcha su primera línea de tranvía. El tranvía de Aruba, denominado oficialmente "Arutram", (Tram van Oranjestad, Oranjestad Streetcar) circula cada ocho minutos y medio entre la terminal de cruceros de las afueras de Oranjestad y el centro de la ciudad. Los tres vehículos sobre rieles abiertos, que utilizan hidrógeno como fuente de energía, funcionan con pilas de combustible. La energía necesaria se genera a partir de la energía solar y eólica. El tranvía no necesita cables aéreos. Los vehículos, de aspecto histórico, fueron construidos por TIG/m-LLC, con sede en Chatsworth (EE. UU.). Los rieles acanalados colocados en el asfalto fueron fabricados por la empresa TSTG, con sede en Duisburgo (Alemania).
- 1 TIG/m vagones de tranvía de dos pisos
- 2 vagones de tranvía de un piso TIG/m

## Servicios públicos

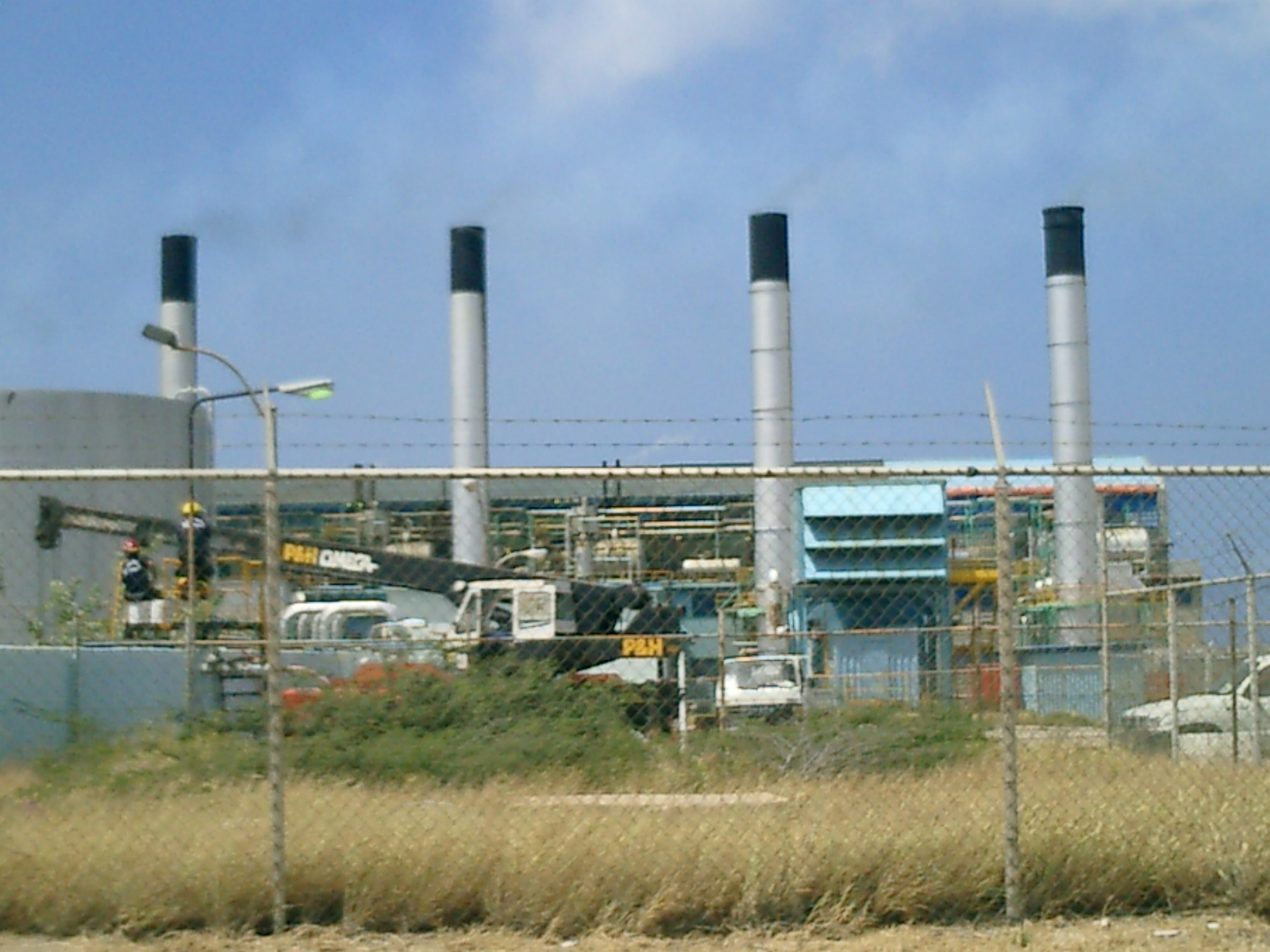
Central eléctrica RECIP IV

Water- en Energiebedrijf Aruba, N.V. (W.E.B.) produce agua potable y energía. El consumo promedio en Aruba es de aproximadamente 35600 m3 por día, y la generación de energía promedio es de 104 MW. Además de la producción, WEB también se encarga de la distribución de agua en la isla. Elektriciteits Maatschappij Aruba, N.V. (N.V. Elmar) es el único distribuidor de electricidad en la isla de Aruba. N.V. Elmar también ofrece a sus clientes la oportunidad de agregar paneles solares o turbinas eólicas. Junto con W.E.B. Aruba N.V., ambas empresas comparten la misma propiedad matriz que es Utilities Aruba N.V.

### Gestión de residuos
Depuradora: hay 3 alrededor de la isla; Zeewijk, Parkietenbos y Bubali. El de Bubali (cerca del santuario de aves) tiene 4 décadas y está procesando más de 8000 m3/día. Alrededor del doble de su capacidad original de 4500 m3/día (debido al crecimiento de Aruba).
Vertedero de residuos sólidos: el principal (16 ha) está en Parkietenbos desde 1950. La capacidad es de 130 a 150 kilotones por año. A veces hay una enorme combustión espontánea que genera contaminación.

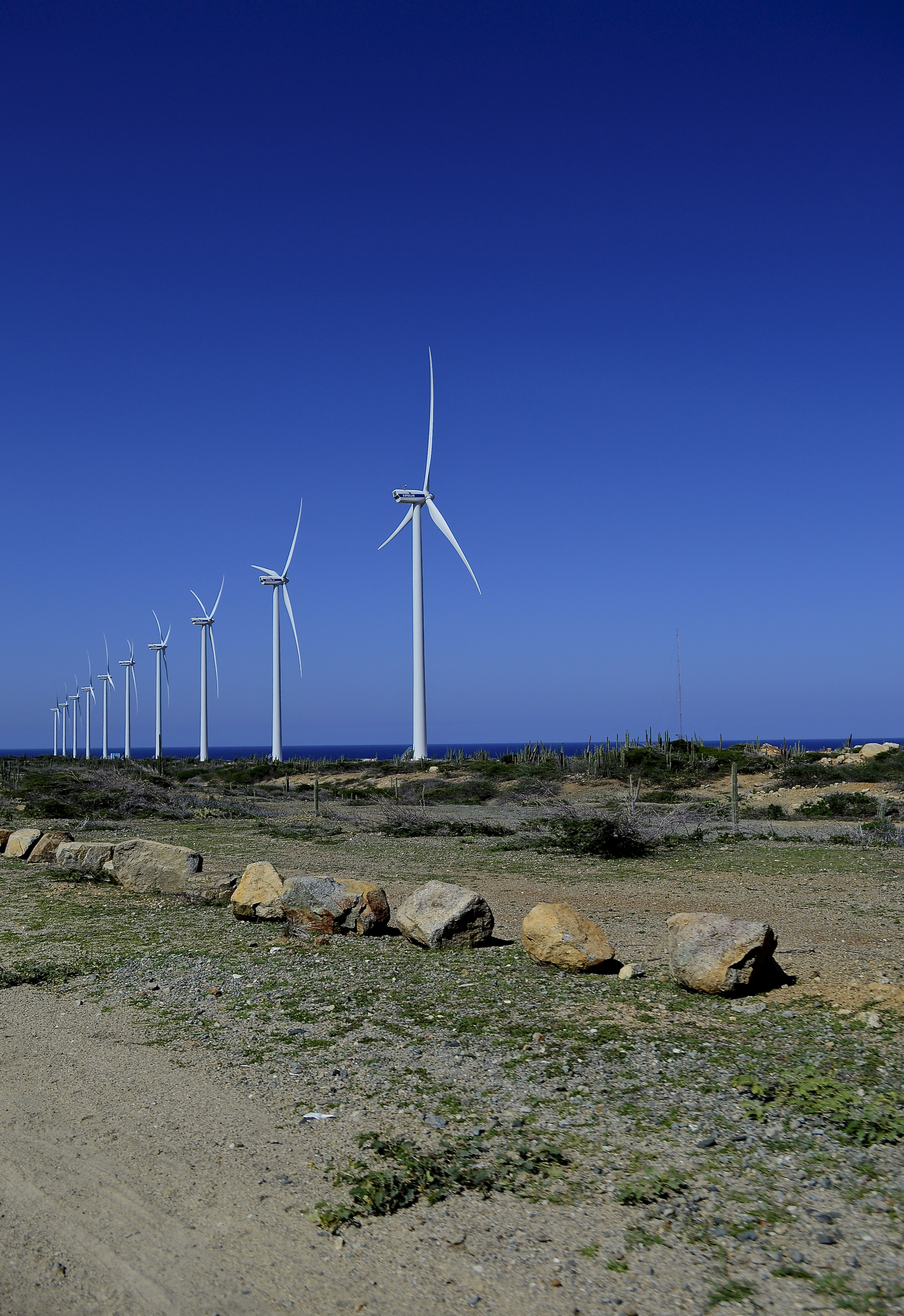
Parque eólico de Vaderpiet

### Gas
AruGas N.V. es una empresa privada de suministro de gas en la isla caribeña de Aruba con estatus de monopolio. Su sede está en Oranjestad. La empresa se fundó en 1940.
En el pasado, las bombonas de gas se llenaban en la refinería de Lago, en San Nicolás, donde se producía el producto mediante procesos de refinado. En los años 50, Arugas creó sus propias instalaciones para llenar las bombonas de gas. Desde el cierre de la refinería, el gas se importa de varios proveedores, como de la costa del Golfo o de Trinidad y Venezuela. En 1996, Arugas construyó otra planta en el puerto de Barcadera (San Nicolás-Zuid), donde atracan los gaseros. Arugas también mantiene allí su propio parque de depósitos de gas.
AruGas entrega las bombonas llenas a los hogares. Por término medio, un hogar utiliza hasta tres bombonas de gas al año para cocinar. El precio del gas doméstico está subvencionado por el gobierno. El gas se utiliza para la calefacción, el aire acondicionado, la cocina o para accionar motores y generadores.

## Telecomunicaciones
Aruba también cuenta con dos proveedores de telecomunicaciones, Setar, la compañía estatal, y Digicel compañía irlandesa con base en Kingston, Jamaica. Setar es la proveedora de servicios como Internet, videoconferencias, tecnología inalámbrica GSM y tendidos terrestres y ofrece lo último en servicios de telecomunicaciones, Digicel es la contrincante de Setar en tecnología inalámbrica, usando la plataforma GSM.

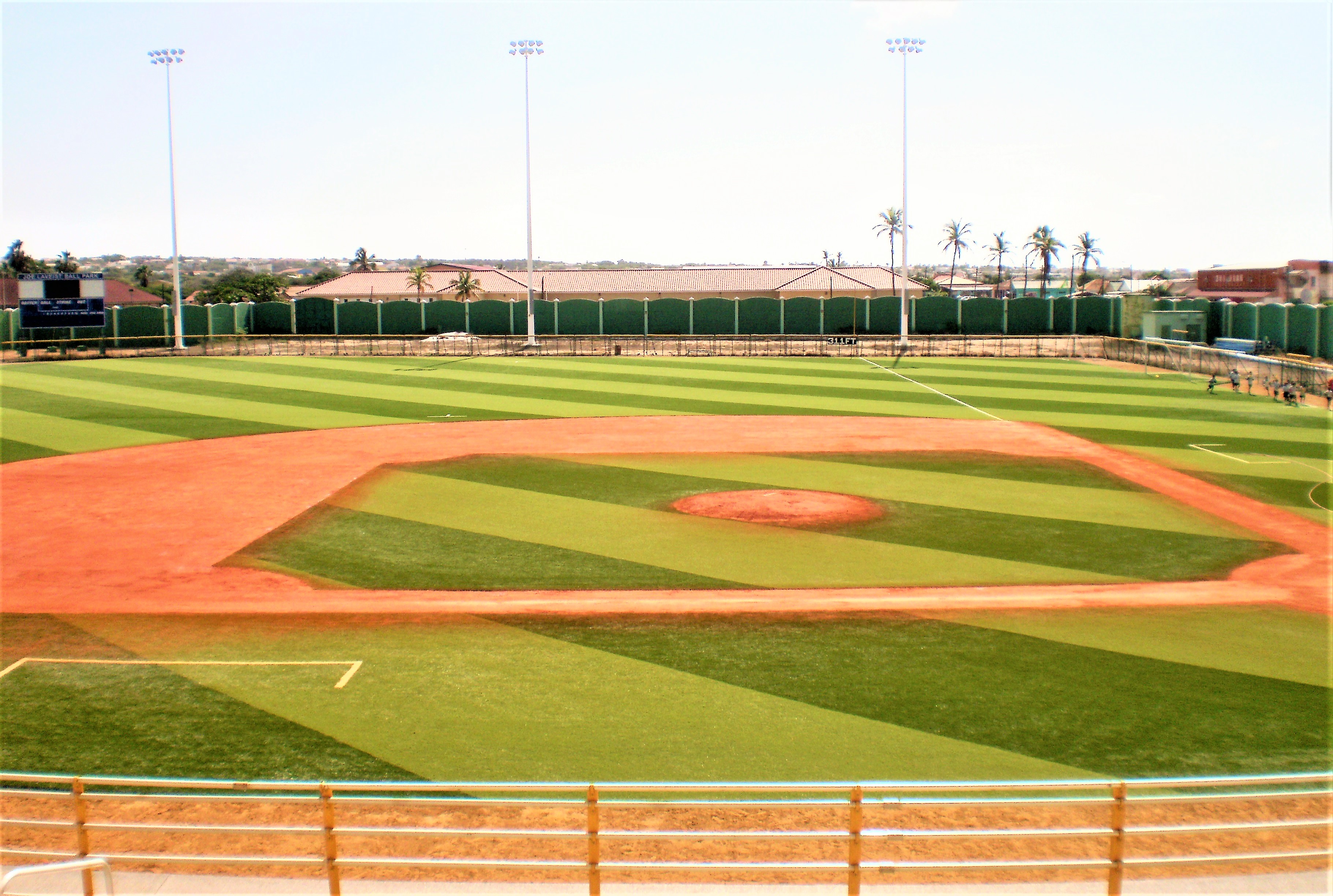
Estadio de béisbol Joe Laveist, en San Nicolaas (este de Aruba).

## Deporte
En Aruba se practican diversos deportes, el país además cuenta con sus propias delegaciones en competiciones internacionales como los Juegos Sudamericanos, los Panamericanos y las Olimpiadas de Verano.

### Béisbol
En esta isla, al igual que en la cercana Venezuela y en varios países caribeños como Puerto Rico, República Dominicana y Cuba, el deporte más popular es el béisbol y luego le siguen sus derivados como el sóftbol. La isla era parte de las Antillas Neerlandesas, quienes tenían su propia selección nacional de béisbol que disputaba la Copa Mundial, hasta que el Reino de los Países Bajos disolvió en 2010 este territorio separando las islas que lo conformaban, aunque desde 2006 los jugadores arubeños, junto a los de Curazao, participan con la selección nacional de Países Bajos en el Clásico Mundial de Béisbol.
El béisbol llegó a Aruba a través de refugiados políticos de Venezuela en la década de 1930 y también con la llegada de trabadores del petróleo de Venezuela de República Dominicana y Estados Unidos.

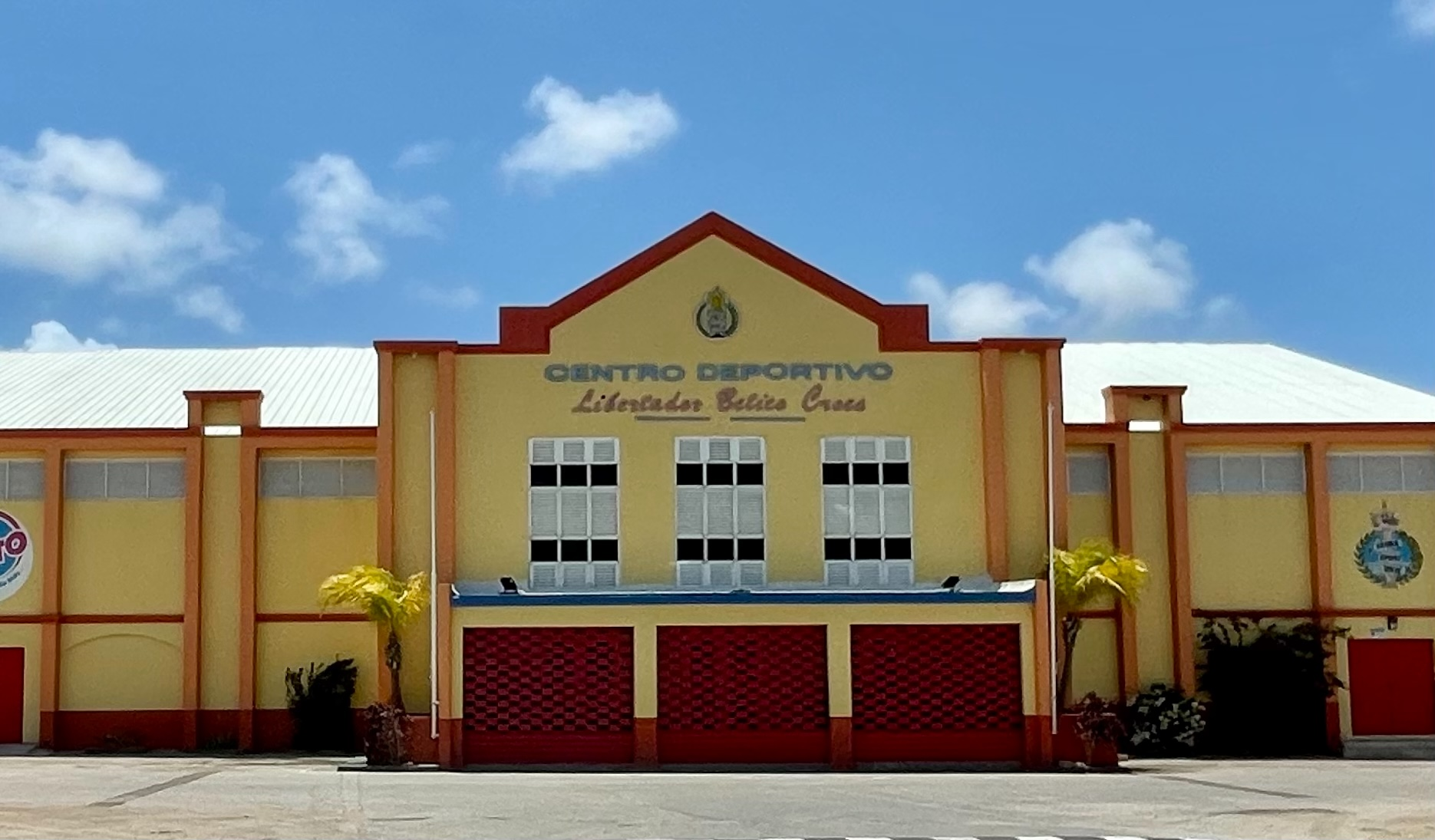
Centro deportivo Libertador Betico Croes en Santa Cruz, Aruba

### Fútbol
El fútbol no tiene tanta importancia en la isla y tiene un modesto número de practicantes. Quienes quieran jugarlo de manera profesional y a alto nivel deben emigrar a los Países Bajos; sin embargo, la isla cuenta con su propio equipo nacional, la selección de fútbol de Aruba, que suele jugar en el estadio Guillermo Próspero Trinidad, y una liga de fútbol profesional, la primera división de Aruba, donde los equipos más ganadores son el SV Dakota y el SV Racing Club Aruba, con 16 títulos cada uno.

### Deportes recreativos
Debido al aumento de los ingresos por turismo, Aruba ha podido invertir en programas y eventos deportivos. Aruba cuenta con un equipo de baloncesto recreativo y sus ciudadanos son competitivos en béisbol y fútbol. Las industrias de pesca deportiva y kitesurf también han aumentado en los últimos años.

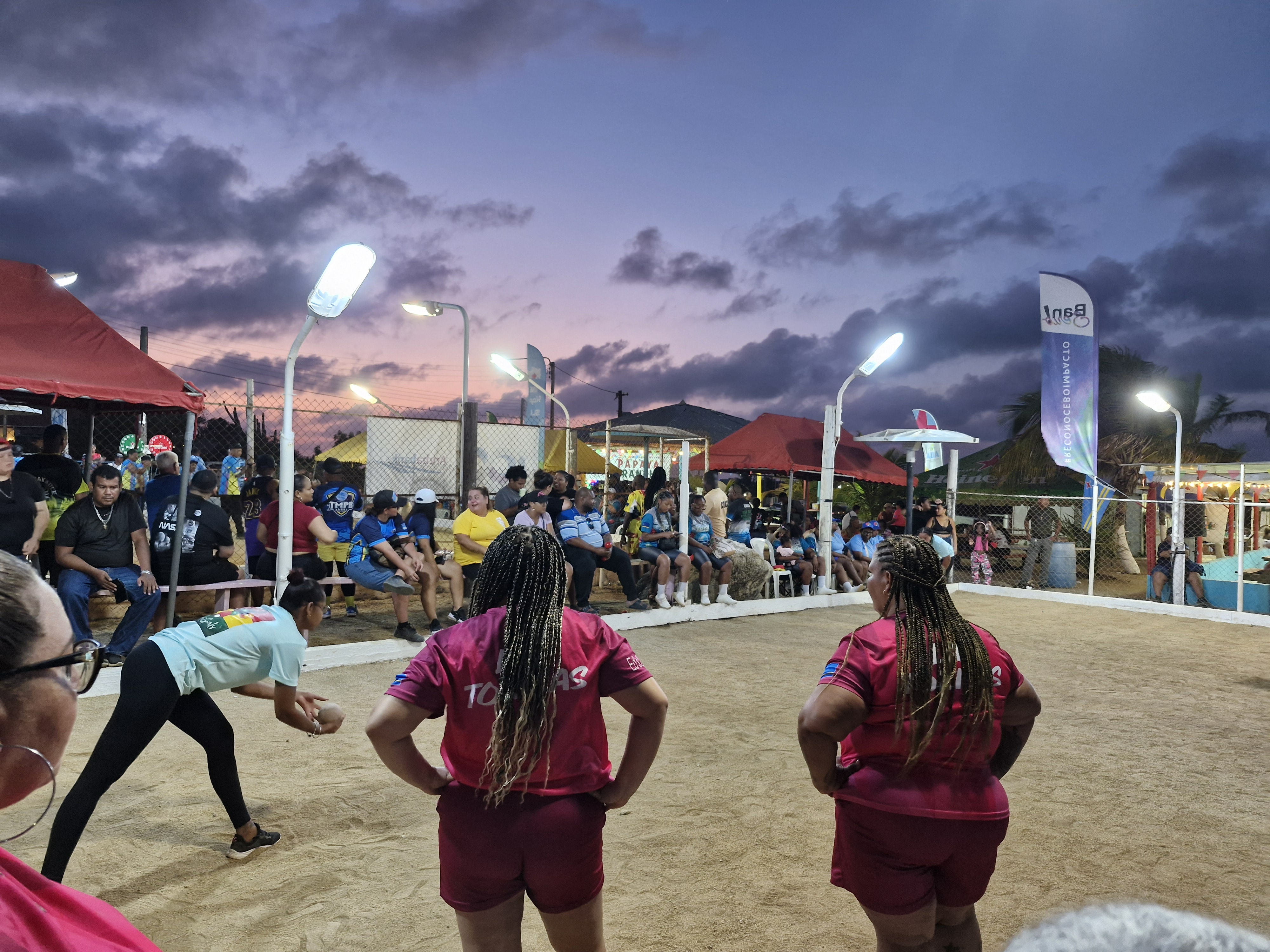
Torneo internacional de Bolas Criollas (deporte tradicional de Venezuela) de Aruba en 2025

### Baloncesto
El programa de baloncesto recreativo de Aruba consta de 16 equipos, en los que participan más de 200 jugadores de entre 12 y 18 años. Los clubes de baloncesto también han contribuido al desarrollo de equipos deportivos en la isla. Uno de los principales objetivos del programa es que uno de sus atletas gane una beca académica para jugar en Estados Unidos. Aruba también está haciendo esfuerzos para certificar a uno de sus árbitros para eventos internacionales de la FIBA.

### Kite boarding
Las condiciones de Aruba son perfectamente adecuadas para el kite boarding durante todo el año. La isla tiene vientos favorables, con una media diaria de 18,5 millas por hora. Como el aire caliente de Aruba tiene una densidad inferior a la media, los surfistas pueden utilizar cometas más pequeñas que las que se necesitarían en otros lugares. En Aruba se celebran muchos torneos mundiales de kite boarding, y la industria del kite boarding es una de las mayores fuentes de ingresos de la isla.

### Buceo

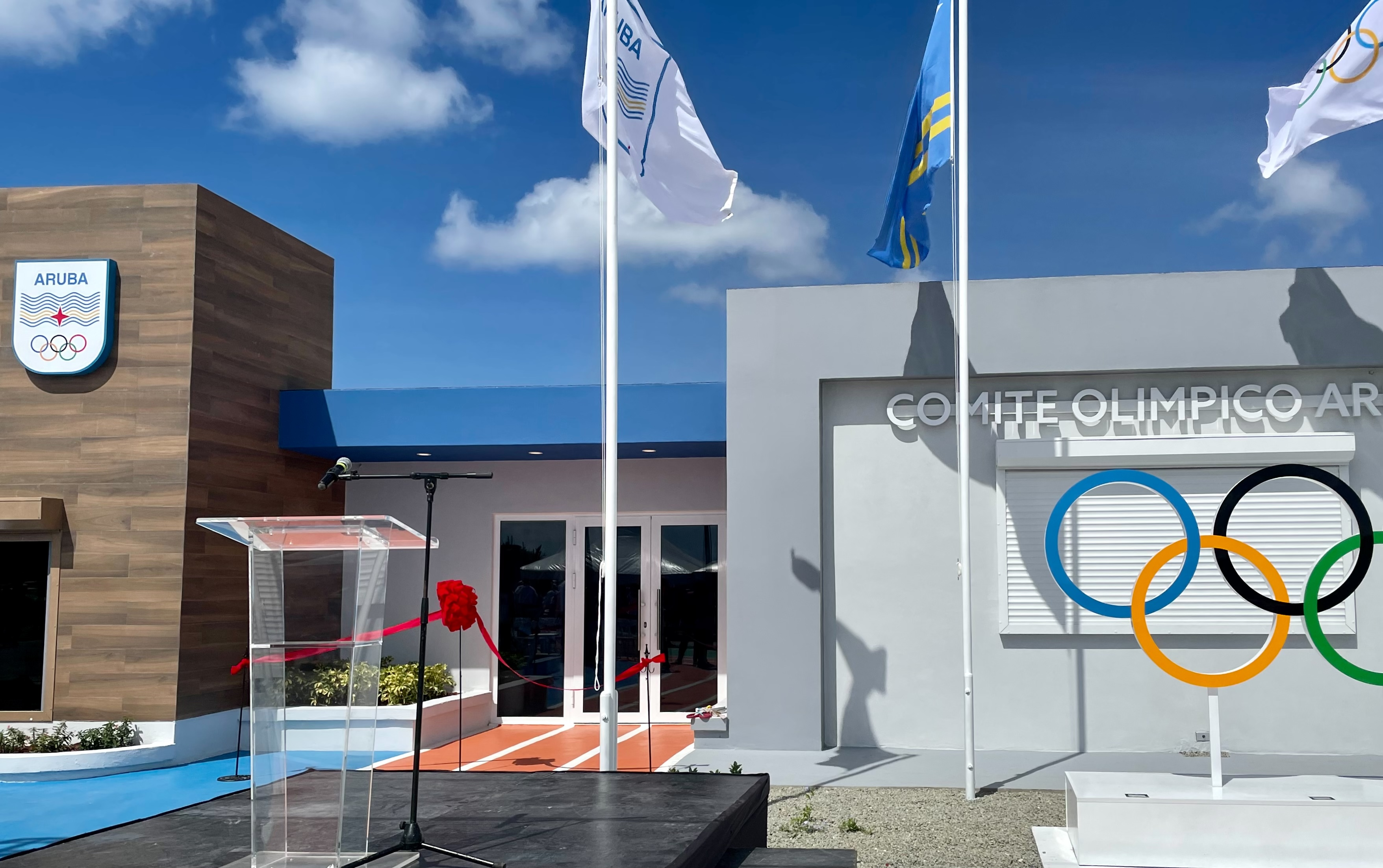
Sede del Comité Olímpico de Aruba

En toda Aruba existen varios lugares para bucear, inclueyndo varios puntos de buceo con algunos lugares de inmersión históricos como el pecio del SS Antilla (1939). La isla es uno de los mayores puntos en los que se puede practicar esta actividad en el Caribe.

### Juegos Olímpicos
Antes de 1986, los atletas de Aruba competían en las Olimpiadas representando a los Países Bajos, pero a partir de 1986, Aruba presenta sus propios atletas. Aruba ha competido en nueve Juegos Olímpicos de Verano, pero aún no ha ganado ninguna medalla. Un atleta olímpico notable, Miguel Janssen, tiene actualmente el récord del país en la mayoría de las pruebas de carrera de larga distancia. Participó en los Juegos Olímpicos de verano de 1996, así como en seis campeonatos mundiales diferentes para Aruba. Aruba aún no ha participado en ningún Juego Olímpico de invierno.

### Instalaciones deportivas locales
El Don Elias Mansur Ballpark es un estadio multiusos que se utiliza principalmente para partidos de béisbol. El estadio Guillermo Próspero Trinidad es otro estadio multiusos. Lo utilizan las selecciones nacionales de fútbol y de atletismo. El Tierra Del Sol Resort, Spa and Country Club es el único campo de golf de 18 hoyos de Aruba.

## Monumentos y lugares de interés

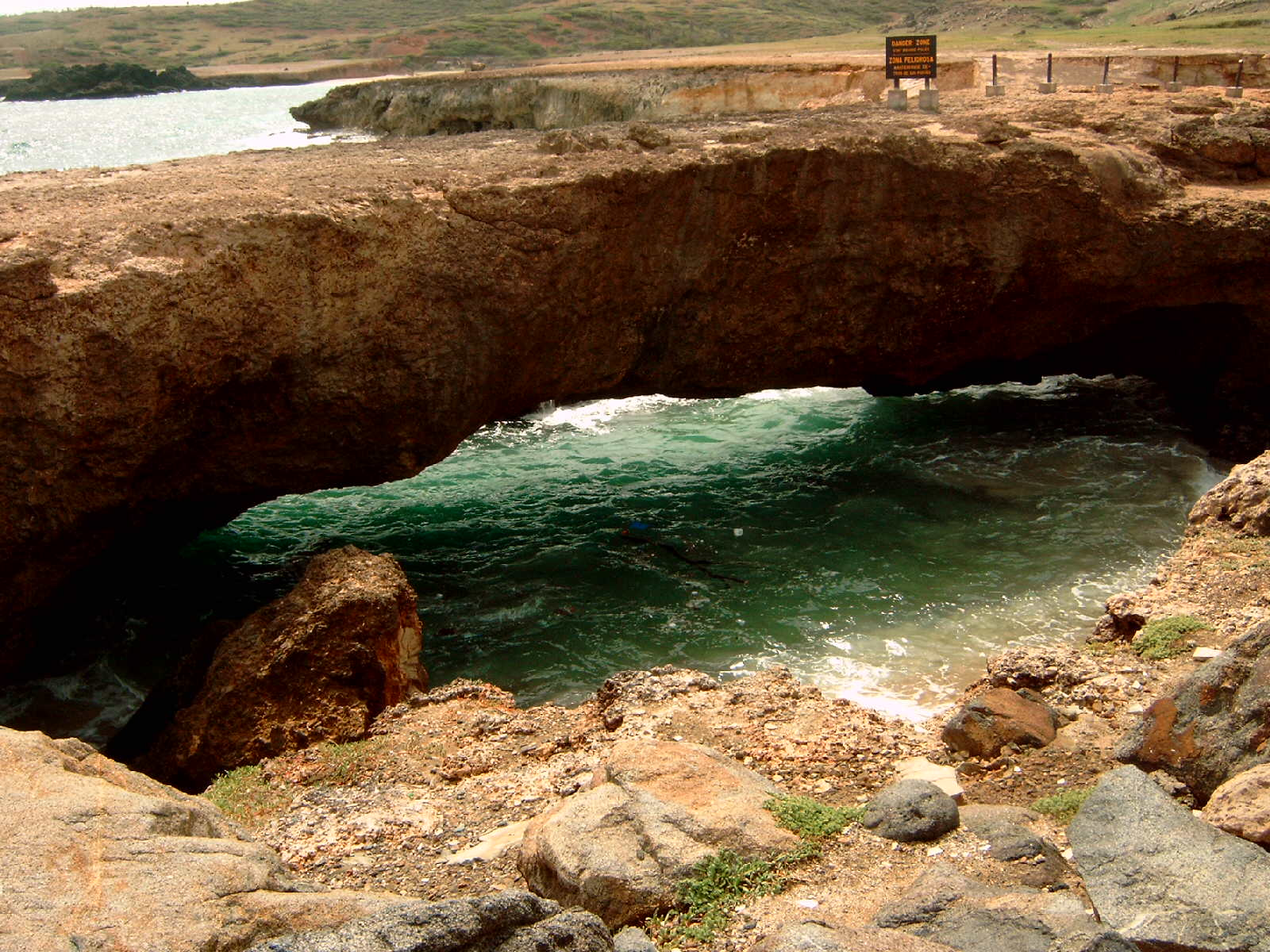
Puente Natural.

| - Alto Vista Chapel - Parque nacional Arikok - Formaciones Rocosas Ayo y Casibari - Bushiribana y Balashi - Faro California - Frenchman's Pass - Monte Jamanota - Hooiberg - Lourdes Grotto - Puente Natural - Piscina Natural | - Palm Beach (Aruba) - Quadiriki Caves - Playa de Eagle - Arashi, Aruba - Caves of Aruba - Baby Beach (Playa Baby), Aruba - Daimari - Palm Island, Aruba - San Nicolás, Aruba - Huliba Cave (Tunnel of Love) - Playa Rodgers |